# 戦争文学
戦争文学（せんそうぶんがく）とは、戦争を扱った文学。特に近代以降の戦争を題材にするものについて呼ぶ。狭義に第二次世界大戦下の日本で戦争遂行の国策高揚の意図をもって書かれた文学を指すこともある。

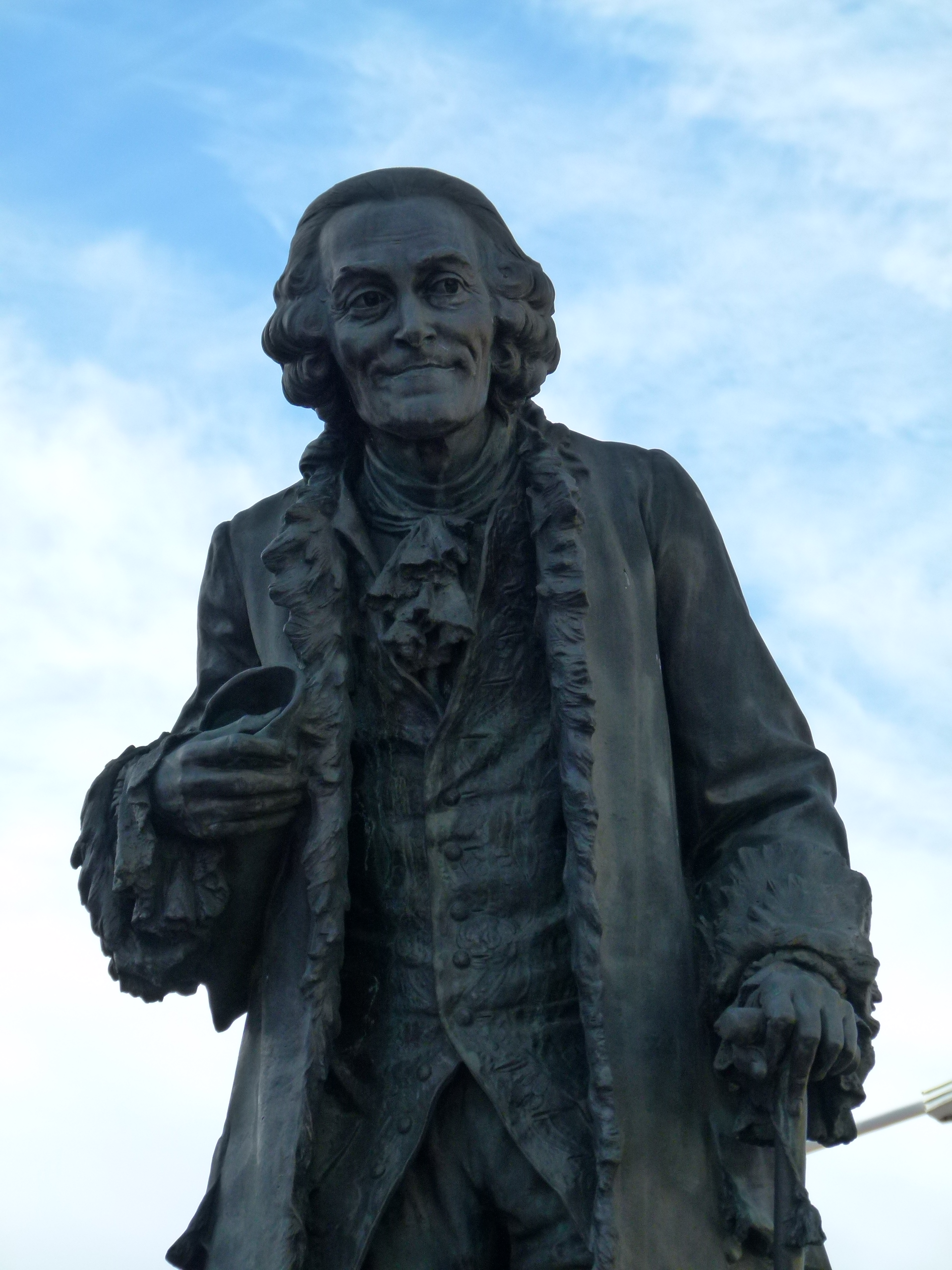
ヴォルテールは「カンディード」で七年戦争を下敷きに最善説を批判した。

戦争における戦闘などの記録としての文学は、戦記文学（せんきぶんがく）、戦史文学（せんしぶんがく）とも呼ばれる。

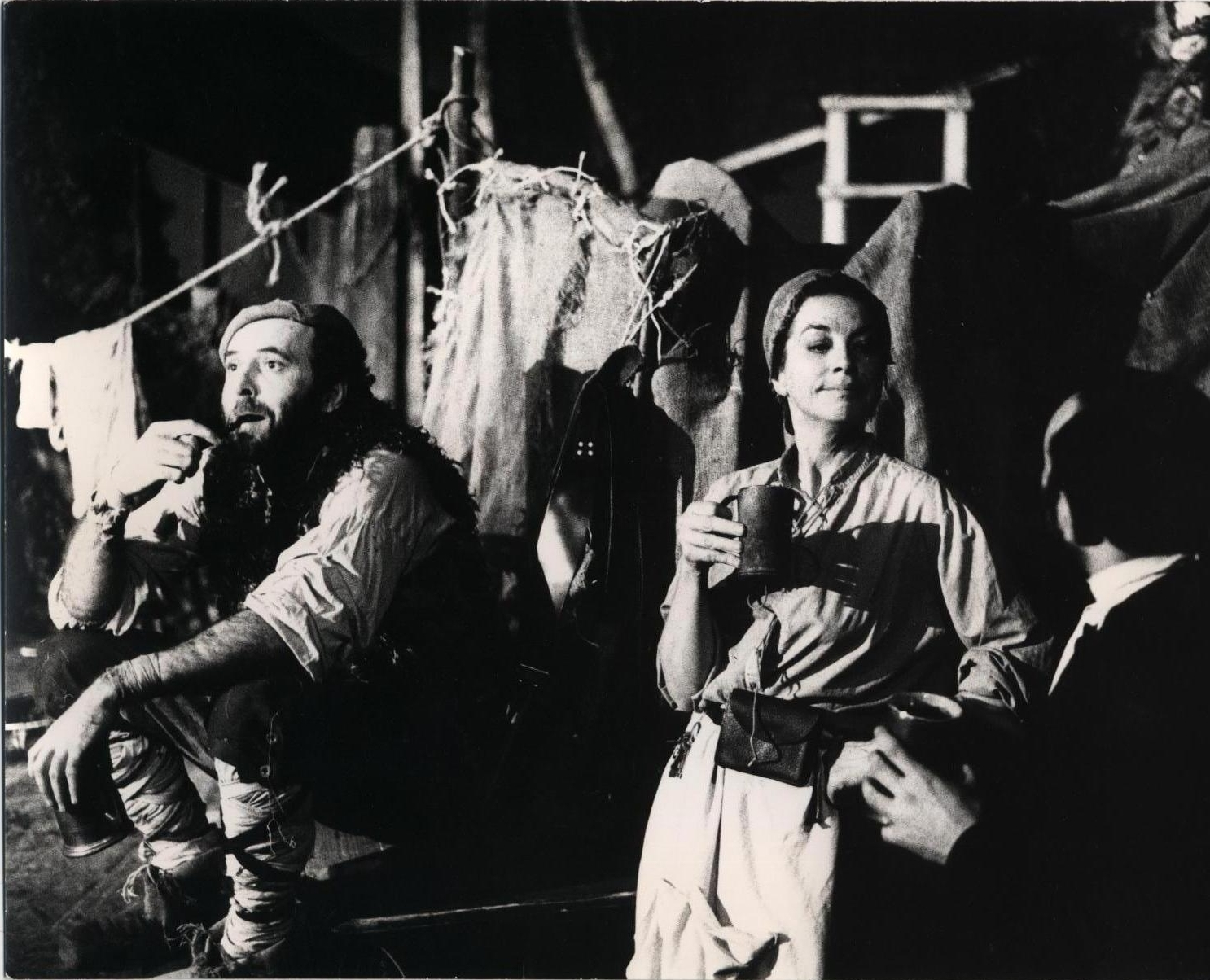
三十年戦争下の庶民を描いたブレヒトの戯曲『肝っ玉おっ母とその子どもたち』の舞台

古代ギリシャにおけるホメロスの『イーリアス』『オデュッセイア』や、中世フランスにおける『ロランの歌』などの武勲詩、日本の『平家物語』から戦国時代に至るまでの数多くのなどの軍記物語など、戦争は文学において叙事詩的に扱われて来た。近代以降にはナポレオン戦争に始まる国民国家が成立する基礎ともみなされ、文学も国家の制度の一つであって「文学も文学者も初めから戦争に巻き込まれている（西川長夫）」というように、文学は人間の感情が戦争と一体化したものとして扱うと同時に、その関係への疑義や切り離すためのものとして機能して来たと言える。また20世紀における悲劇的な経験によって、文学は近代的個人主義にとどまらない新しい人間観を発見し、またそれを表現する方法を探求してきた。

## 19世紀以後

### ナポレオン戦争の時代

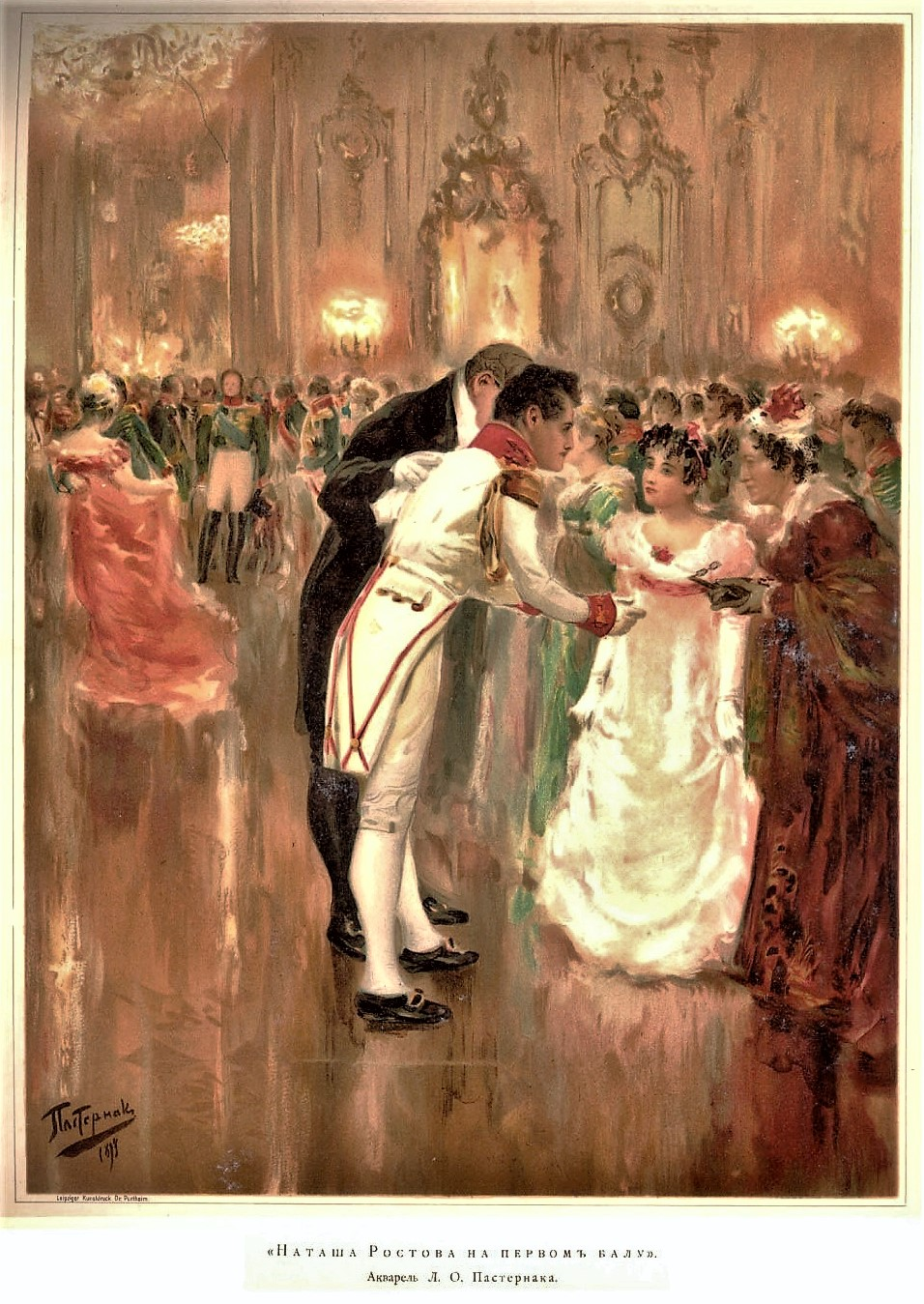
「戦争と平和」の挿絵

ゴヤの描いたナポレオン戦争の惨禍

ナポレオン戦争を題材にした作品として、ワーテルローの戦いを描いたスタンダール『パルムの僧院』(1839)などが著名で、ロシア遠征下を描いたレフ・トルストイ『戦争と平和』(1865-69)はロシア他の国民の戦争観にも影響を与えた。またトルストイは自ら従軍したクリミア戦争での体験を小説化した『セヴァストーポリ』(1855-56)もあり、1904年には、博愛主義に基づく非戦論である論考「汝、悔い改めよ (Bethink Thyself)」をイギリスの『タイムズ』に発表する。ナポレオンのヴェネツィア共和国侵攻に対してロマン派詩人ウィリアム・ワーズワースはソネット「ヴェネツィア共和国滅亡について」(1802)などを書き、スペイン半島戦争に対してはロバート・サウジーが『スペイン半島戦争史』(1830)を残した。フランス支配下のデュッセルドルフに生まれたハイネは、「二人の擲弾兵」(1820)でナポレオン軍敗残兵の愛国心を謳っている。トーマス・ハーディ『覇王』はナポレオン戦争におけるイギリス全体を描いた叙事詩である。この戦争を題材に版画集「戦争の惨禍」などを描いたゴヤは、リオン・フォイヒトヴァンガーの小説『ゴヤ』(1953)でゲリラ戦にも参加した人物として書かれている。コナン・ドイルはナポレオン軍のマルボ将軍をモデルにした、騎士武勇談もの『勇将ジェラールの回想』(1896)などを書いており、ナポレオン軍と英海軍の海戦を中心とするセシル・スコット・フォレスター『ホーンブロワーシリーズ』(1948-)は海洋冒険小説の代表的作品となっている。
これに先立つ近代では、ゲーテはフランス革命戦争に従軍した経験から、戦時下の市民生活を舞台とする『ヘルマンとドロテーア』(1797)を執筆、フリードリヒ・シラーの三十年戦争を背景にした歴史悲劇『ヴァレンシュタイン』(1799)、百年戦争におけるジャンヌ・ダルクの悲劇を描く『オルレアンの少女』(1801)なども書かれている。ロマン派詩人フリードリヒ・ヘルダーリンは、ギリシャの独立闘争に参加した若者の心情と内幕を描く『ヒュペーリオン』(1797-99)を書いた。スコットランドの詩人トマス・キャンベルも、フランス革命戦争を題材にした「ホーエンリンデン」(1803)などの戦争詩を残している。
ジェイムズ・フェニモア・クーパーの革脚絆物語五部作は、北アメリカにおける植民者とネイティブ・アメリカンの関わりの物語であるが、その中で『モヒカン族の最後』(1826)は、イギリスとフランスの領土紛争の中での彼らの闘争が語られている。ロバート・ルイス・スティーヴンソンは薔薇戦争を舞台にした冒険小説『二つの薔薇』(1888)がある。

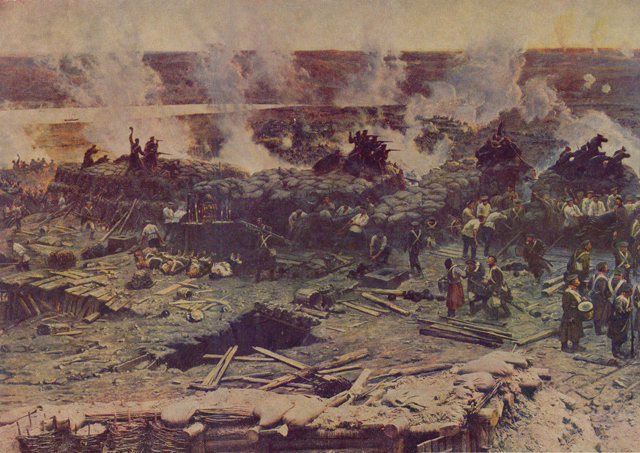
セヴァストーポリの激戦、フランツ・ルボー画(1912年)

### 様々な近代戦争
アメリカの南北戦争を舞台にした作品ではスティーヴン・クレイン『赤い武功章』や、看護師として従軍したウォルト・ホイットマンの詩集『軍鼓の響き』(1865)などがある。普仏戦争において国民兵を志願したアルフォンス・ドーデは『月曜物語』で、戦争下のパリとアルザス地方の人々を描き、その中の「最後の授業」はよく知られる。エミール・ゾラを中心とした自然主義文学のグループは1880年に普仏戦争を題材とした小説集『メダンの夕べ』を刊行し、ゾラの「水車小屋攻撃」、召集されて従軍したギ・ド・モーパッサンの「脂肪の塊」、ユイスマンスの「背嚢を背負って」などが掲載された。ゾラは『ルーゴン・マッカール叢書』の中の長編の一つとして、戦争の実態と社会全体を描く『壊滅』も執筆し、モーパッサンも風刺的、反戦的な短編を書いた。またクリミア戦争将校の父を持ち自身も露土戦争に兵士として参加したフセーヴォロド・ガルシンには、兵卒としての経験に基づく作品として、野戦病院で書き上げた『四日間』(1877)や、『一兵卒イヴォーノフの回想より』(1883)などがある。イタリア統一戦争を背景に没落してゆくシチリア島の貴族を描いた、ジュゼッペ・トマージ・ディ・ランペドゥーサの死後発表された『山猫』(1958)は、世界的ベストセラーとして知られる。
アルゼンチンとウルグアイの抗争の中で、弾圧に抗して独裁政権と戦うガウチョやインディオの戦いを描いた、ホセ・エルナンデスや、アルゼンチン・ブラジル戦争などにも参加したイラリオ・アスカスビらのガウチョ詩人がいた。アレッホ・カルペンティエール『この世の王国』(1949)はハイチ革命にいたる戦乱を魔術的リアリズムで描いた作品で、同じ舞台でトゥーサン・ルーヴェルチュールを描いたアンナ・ゼーガース『ハイチの宴』(1949)や、メキシコ革命の戦乱を舞台にしたカルロス・フエンテス『おいぼれグリンゴ』(1985)などもある。
日本では、明治期には政治小説が流行し、その中で国権拡張や北進論、南進論などに基づく海外雄飛を主眼としたものには西欧列強との武力衝突を含むものもあり、東海散士『佳人之奇遇』(1885-88)ではアメリカ独立戦争やエジプトのアラービー＝パシャの乱など各国様々な独立運動について論じ、矢野龍渓『浮城物語』(1890)はインドネシアの独立戦争を題材にしている。台湾出兵については中村地平『長耳国漂流記』(1941)、第二次台湾出兵については西川満『台湾縦貫鉄道』(1979)が書かれる。日清戦争では従軍記者であった国木田独歩のルポタージュ『愛弟通信』は世に知られ、朝鮮での戦闘を描く遅塚麗水『陣中日記』(1894)、戦争の不条理を描いた川上眉山『大村少尉』(1896)がある。米比戦争におけるフィリピン援助を目的として、山田美妙は独立運動家エミリオ・アギナルドを描く『あぎなるど』(1902)を発表した。
日露戦争では、桜井忠温が体験を元にした『肉弾』、日本海海戦を詳細に再現した水野広徳『此の一戦』(1911)が大きな影響を与えた。女性の視点による詩として与謝野晶子『君死にたまふことなかれ』、大塚楠緒子「お百度詣」が書かれ、反戦的との批判も受けた。田山花袋「一兵卒」は、従軍医としての体験に基づく自然主義的描写により兵士の悲惨さを描く。木下尚江の政治小説『火の柱』(1904)は、日露戦争の開戦に向かっていく政財界を批判した反戦小説となっている。この戦争で英雄となった東郷平八郎や乃木希典などの伝記も数多く作られ、乃木の元で参謀として参戦していた津野田是重『斜陽と鉄血』(1926)は、陣中の乃木の姿を描いて、漢詩「山川草木転荒涼」の作られた時の情景も記されている。また敵将として著名だったステパン・マカロフの戦死にも石川啄木が「マカロフ提督追悼」の詩を発表した。またC・W・ニコルはこの時代の海軍の人々を描く『盟約』(1999)を書いている。
明治時代の講談の流行の中では、新聞講談、正史講談と称して、明治維新や西南戦争を読むことも行われ、大和魂を養うために講談を推奨する論調も生まれて、日清戦争、日露戦争などを読んで高い評価を得た美当一調などがいた。

## 第一次世界大戦後

### 欧州の文学と文学者
第一次世界大戦の開戦後にドイツがベルギー、フランスに侵入すると、ゲアハルト・ハウプトマンらドイツの文学者他の知識人93人により、各国からの抗議に答えるための、ドイツの行為を正当化する「93人のマニフェスト 文明世界に訴う」が発表される。一方でヘルマン・ヘッセは「おお友よ、その調子をやめよ!」で人道主義的な立場で戦争賛美への反対を訴え、ドイツから裏切り者として弾劾された。またヘッセは開戦後から「平和」「戦場の死」「戦場で倒れた友に」といった平和や、兵士に思いをはせる詩を作り、ドイツ捕虜保護機関の慰問文庫にも尽力し、敗戦後1919年に匿名で『デミアン』という、瀕死の重傷を負った青年の遺稿という形で、ヨーロッパ文明への批判を込めた小説を発表して、大きな反響を起こした。開戦の報をスイスで聞いたロマン・ロランは、各国の知識人や文学者に呼びかけて反戦運動を行い、政治論集『戦いを越えて』(1915)や、戦争に引き裂かれる恋人達を描く『ピエールとリュース』(1920)などを刊行する。ロランの理想主義を批判したアンリ・バルビュスも従軍経験による反戦小説『砲火』(1916)を執筆。ロランはまたヴェルサイユ条約に幻滅して「精神の独立宣言」を発表、これに多くの文学者も賛同した。ロマン・ロランは孤立していたヘッセとも親交を結び、ヘッセのエッセイ集「戦争と平和』(1946)はロマン・ロランに捧げられた。デンマークの言語学者クリストフ・ニーロップも開戦直後から反戦論を発表し、『戦争と人間』(Er Krig Kultur? 1917)として刊行した。
また大戦が始まると、フランスでは軍人の英雄的な行動を語る短編小説の週刊のコレクション「祖国」「青少年のための薔薇書籍」などが、レオン・グロック、ギュスタヴ・ル・ルージュ、ジャン・プティユグナンといった大衆小説家が執筆により刊行され、またルールタビーユやアルセーヌ・ルパンといった人気ヒーローも戦場で活躍した。『オルヌカン城の謎』(1915)では戦場での陰謀を暴くルパンらの活躍が描かれるが、愛国心や敵国への憎悪という当時の国民感情と、平和への希みが相半ばしている。シャーロック・ホームズは『最後の挨拶』(1917)において、政府の諜報活動に従事していた。ホームズの相棒ワトスンはアフガニスタンで負傷した元軍医であり、またエルキュール・ポアロはベルギーからの戦争難民という設定でもある。
一方で、野戦外科医としての体験を元にしたジョルジュ・デュアメル『受難者伝』(1917)、ロラン・ドルジュレス『木の十字架』(1919)などが戦争批判的な優れた作品や、軍人体験を陽気に描写したルネ・ベンジャマン『ガスパアル』(1915)などが書かれた。オーストリアのアンドレアス・ラッコオ『戦いの人々』(1918)は挿話の積み重ねで戦争の恐怖を訴え、ロシアのアレクサンドル・クプリーンは『聖女の花園』(1915)で戦争の受難を嘆いた。スペインのブラスコ・イバニェスによる『黙示録の四騎士』(1916)はドイツの侵入を受けたフランス側の立場で書かれ、アメリカでベストセラーとなって同国参戦の世論を決定したとも言われ、続いて大戦を題材とした『われらの海』(1918)、『女性の敵』(1919)が大戦三部作と呼ばれる。ロレンス・ビニヨンの、大戦で戦死した若者を悼む「戦没者を悼む(For the Fallen)」(1914)は、リメンブランス・デー（戦没者記念日）で永く誦せられている。

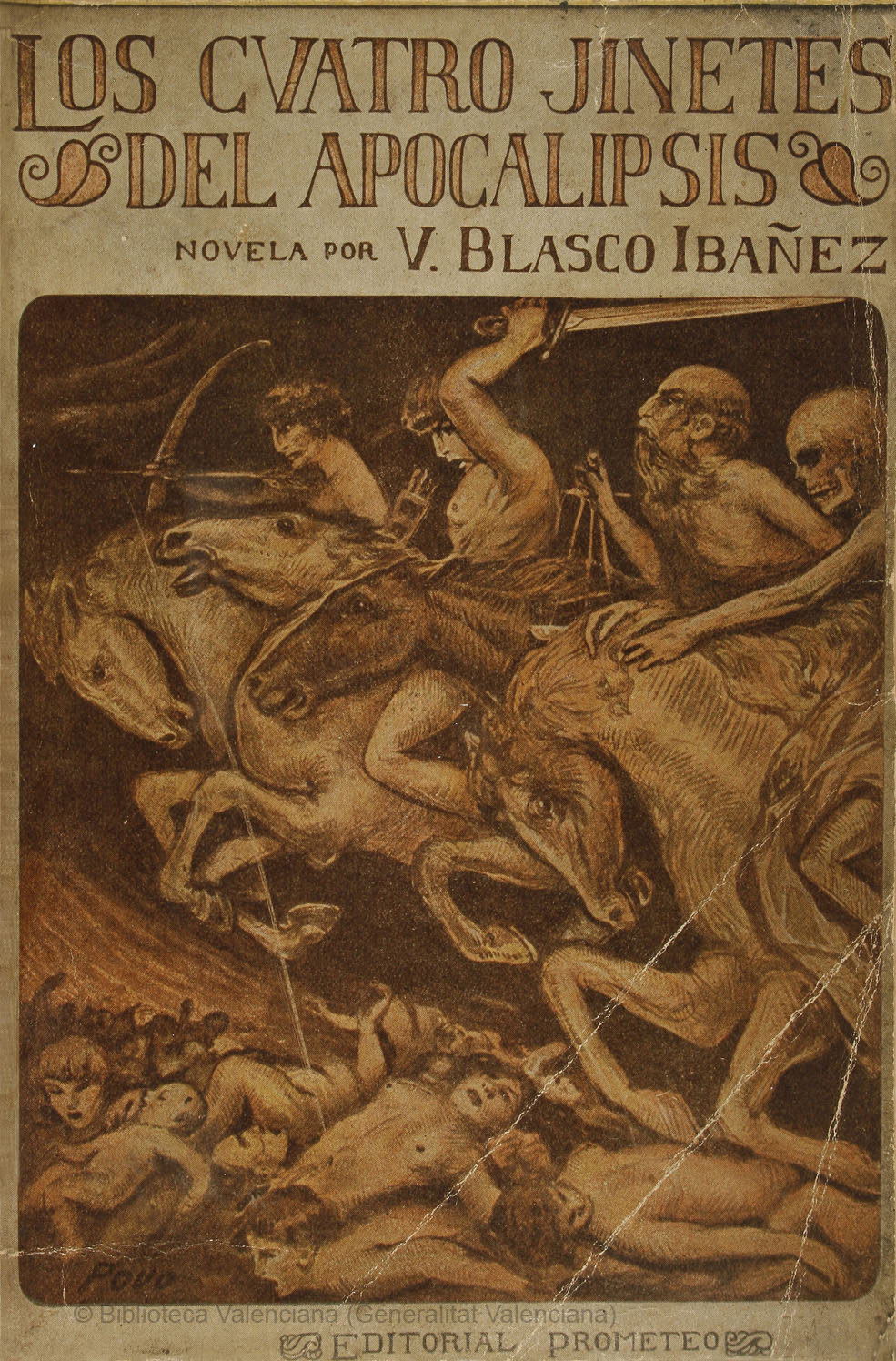
ブラスコ・イバニェス『黙示録の四騎士』(1929年、バレンシア刊)のカバー

終戦後にも、ベルナルド・ケラーマンは『11月9日』(1920)でドイツ軍国主義の無為な行く末を描き、表現主義派のフリッツ・フォン・ウンルーの従軍経験による『犠牲の徒』(1919)も、戦場の悲惨さを描いている。メーテルリンクの戯曲『スチルモンドの市長』(1919)ではドイツ軍の非道さを描いた。

### 溢れ出た戦争文学
この大戦における大量殺戮の衝撃によって生み出された作品として、ロバート・C・シェリフの戯曲『旅路の終わり』(1928)が注目されたのに続いて、ドイツ側からの大戦の経験による作品には、エルンスト・グレイザー『1902年組』(1928)は戦時中の少年時代、ルードウィヒ・レン『戦争』(1928)は戦争に翻弄される兵士やその家族を描き、ギムナジウム時代に徴兵されて従軍したエーリヒ・マリア・レマルク『西部戦線異状なし』はナチス政権下では反戦的として圧迫された。英雄的な活躍で知られるエルンスト・ユンガーは、1920年代に『鋼鉄の嵐の中で』『火と血』等で自己の戦闘体験に基づく凄惨な戦場の現実を喚起的な文章で表現し、『内的体験としての戦闘』で戦闘の死と美学を論じた。軍医として各地を転戦したハンス・カロッサはその体験記『ルーマニヤ日記』(1924)他を残し、従軍を経験し『戦争詩篇』などを残したシーグフリード・サスーンや、ルパート・ブルック、ウィルフレッド・オーエン、ロバート・グレーヴスらは戦争詩人と呼ばれた。世紀末ウィーンのカール・クラウスは長大な戯曲『人類最後の日々』(1922)で、ドイツでの第一次世界大戦の進行を、政治家や軍人や市民など、あらゆる局面において活写した。

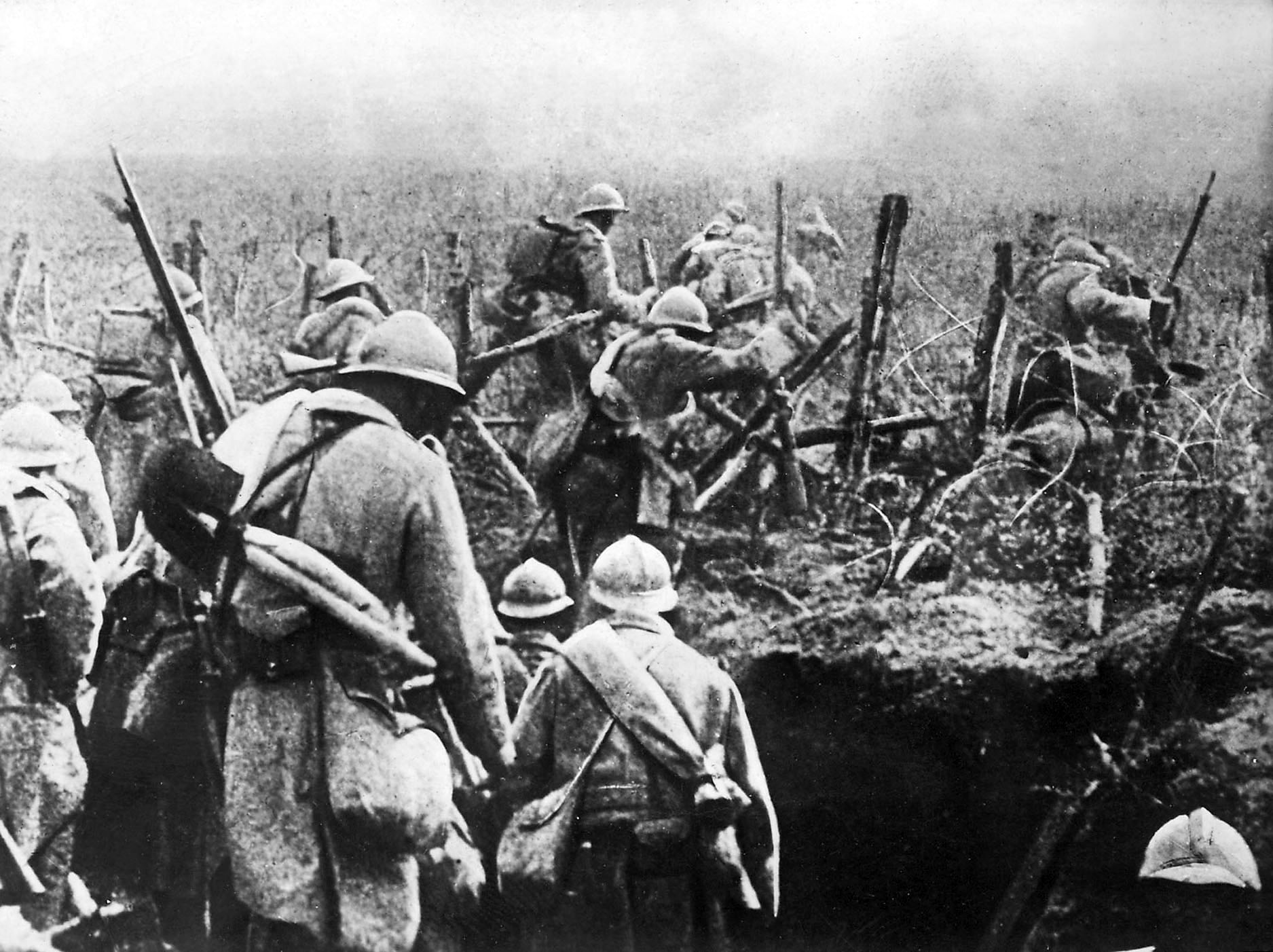
フランス軍兵士たち(1916年、ヴェルダンの戦い)

フランス軍として出征したジャン・ジオノは『大群』(1931)で兵士たちの悲惨さを描いた。マルグリット・ユルスナール『とどめの一撃』(1939)は、バルト海沿岸地方で、第一次世界大戦とロシア革命に巻き込まれた人々について、友人から聞いた挿話を小説化したもので、作者自身「この事件自体が悲劇というジャンルのあらゆる要素を含んで」いると述べる作品となっている。カナダ軍として従軍したハンフリー・コッブの『栄光の小径』(1935)は、スタンリー・キューブリックによって映画化され、塹壕戦の様相と戦争の愚行を象徴する作品として知られる。イタリアで前線指揮官として従軍したエミリオ・ルッスの体験を記した『戦場の一年』(1938)は、反ファシズム運動のために亡命した後にパリで刊行された。
アメリカ軍としてイタリア戦線に従軍したアーネスト・ヘミングウェイは『武器よさらば』(1929)などがあり、またこの体験によってジョン・ドス・パソス『三人の兵士』(1921)などとともに、ロスト・ジェネレーションと言われる作家群を生み出した。四肢を失う重傷を負って帰国した兵士を描いたダルトン・トランボ『ジョニーは戦場へ行った』(1939)は反戦的な内容のために後に発禁とされる。情報員としての活動もしていたサマセット・モームは、大戦中のスイスやロシアでの経験を元にしたスパイ小説『アシェンデン』(1928)を書いている。ジェームズ・ヒルトン『私たちは孤独ではない』(1937)は、開戦当時のイギリスでスパイの嫌疑をかけられたドイツ人少女の悲劇を描いたもの。ヴァージニア・ウルフの『ダロウェイ夫人』(1925)、『灯台へ』(1927)では大戦で傷ついた人々の意識の流れが追われている。オーストリア（ハプスブルク帝国）がイタリア独立戦争での敗戦から始まり、第一次世界大戦に至る没落が、ヨーゼフ・ロート『ラデツキー行進曲』(1932)では描かれた。
異色のものとしては、カナダ軍に義勇兵として入隊し、フランス北部で歩兵として戦った日本人の一人、諸岡幸麿による回想録『アラス戦線へ』(1935)がある。
戦争で多くを破壊された人々の精神の現れとして、この時代の文学を「不安の文学」とも呼び、その延長で既成価値を否定しようとするダダイズムにも影響を与えた。またこの大戦を契機にH.G.ウェルズは世界国家の理想を掲げるようになり、アンドレ・ジイドは共産主義に接近しまた幻滅するといった影響を受けた。

### 世界への影響とファシズムの台頭

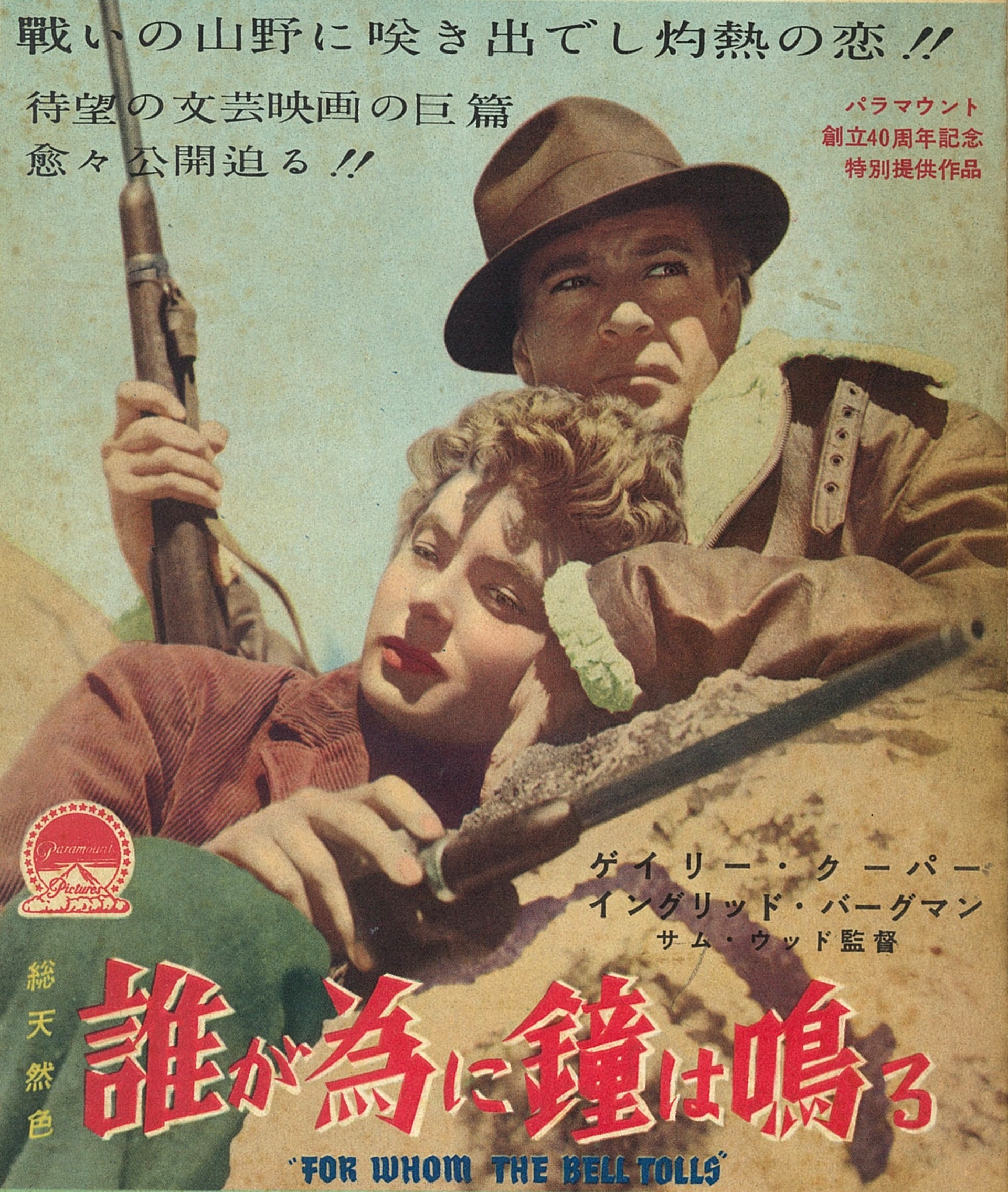
ヘミングウェイによるスペイン内戦を舞台にした『誰がために鐘は鳴る』の映画ポスター（1940年）

大戦と並行して起きたアラブ反乱では、アラブ側として参加したイギリス人T.E.ロレンスの自伝的作品『知恵の七柱』が広く反響を呼ぶ。1936年からのスペイン内戦は欧米のインテリや芸術家に深い影響を与え、ヘミングウェイやジョージ・オーウェルも義勇軍経験にもとづく作品を書き、スティーブ・ネルソンの戦闘の実情を描いた『義勇兵』などがある。フェデリコ・ガルシーア・ロルカは『ジプシー歌集』で迫害の歴史を謳ったが、フランコ軍に捕らえられて銃殺された。マルセー・ルドゥレダ『ダイヤモンド広場』(1962)はスペイン内戦の混乱に翻弄される女性を描くカタルーニャ文学で、ガルシア＝マルケスに「内戦後にスペインで出版された最も美しい小説である」と評された。アンドレ・マルローは中国内戦やインドシナ独立運動を舞台にして『征服者』(1928)、『王道』(1930)などを書き、スペイン内戦でも人民政府に参加した。
プロレタリア文学からは、シベリア出兵を体験した黒島伝治による「渦巻ける烏の群」(1927)などの反戦小説、日本統治下朝鮮のパルチザンを描く反戦詩、槇村浩「間道パルチザンの歌」(1932)などが生まれた。1928年には日本左翼文芸家総連合による反戦文学集『戦争ニ対スル戦争』（黒島伝治「橇」、立野信之「標的になった彼奴ら」、壷井繁治「頭の中の兵士」などを収録）が刊行。済南事件を題材にした黒島「武装せる市街」はおびただしい伏字とともに1928年に発行されたが、ただちに発禁にあい、また第2次大戦後にはGHQによる検閲で発行を停止された。
ヨーロッパでファシズムが勢いを増すとロランはバルピュスとともに反ファシズム運動を始め、1933年にはロランを名誉総裁に国際反ファシスト委員会を結成、ナチス政府はロランの出版物の焼却命令を出した。ハインリヒ・マンとトーマス・マンの兄弟も、ナチス台頭への反対を訴え、トーマス「五つの証言」、ハインリヒ「超民族性への信仰告白」(1932)などを執筆するが、ナチス政権による焚書、追放により亡命する。スイス在住となっていたヘッセもこの頃はナチスへの協力を求められたが、1939年からは「好ましからぬ」作家と位置付けられて用紙の配給を止められ、『ナルチスとゴルトムント』(1927)から中世におけるユダヤ人迫害の叙述を削るように要求されたことを拒否して刊行停止とされたが、精神文化のユートピア世界を描きながら独裁体制や暴力への批判も込めた大作『ガラス玉演戯』(1943)の執筆を続けていた。ナチスによる政治犯収容所からの脱走を題材にしたアンナ・ゼーガース『第七の十字架』(1942)も亡命先パリで書かれ、反ファシズム小説、抵抗文学として国際的に高い評価を受け、最初に出版されたアメリカではベストセラーとなってマンガ化、映画化もされて広く読まれたが、戦後ドイツでは占領国アメリカによって映画は上映禁止とされた。
国共内戦下の中国では、葉紫による農民の闘争を描く「豊収」(1933)や、蔣介石の北伐を描く「陽は西に上る」(1939、未完)などが書かれた。

## 戦時下の日本とその周辺
バスに乗り遅れるな
日華事変勃発とともに、出版社の依頼により作家が戦地へ派遣され、多くの報告文学が生まれた。その中で『中央公論』の特派員として南京攻略戦に従軍した石川達三は戦地の現実に深い衝撃を受けて「生きてゐる兵隊」を執筆したが、戦争の残酷さを描いたことから「反軍的内容を持った時局柄不穏当な作品」として発禁処分を受け、作者と発表誌『中央公論』の編集者は「新聞紙法違反」として起訴され、石川は禁固4ヶ月、執行猶予3年の判決を受けた。徳田秋声「戦時風景」では東京の花街の日常の中に、召集を受けた男の感情を綴っているが、のちの「卒業風景」(1941）では戦争がまったく描かれないことから「時節柄風俗上甚だ面白からざる」として発禁処分となった。
天津・北京を見た尾崎士郎は「悲風千里」で中国民衆への同情もにじませた。また従軍した兵士・軍人の手記、報告類が一般読者には歓迎され、上田広の鉄道部隊の労苦を描いた「鮑慶郷」「黄塵」や、藤田実彦『戦車戦記』、棟田博『分隊長の手記』などをがある。召集されて第二次上海事変に従軍した日比野士朗の『呉淞クリーク』では、激烈な戦闘を描きながら、「戦記文学に要求される皇軍意識とは無縁」に自分の心情や、戦死した戦友への鎮魂の思いを記している。従軍看護婦だった大嶽康子の日記体の『病院船』は百版を重ねるほどとになり、続いて多くの従軍軍看護婦ものが出版された。
火野葦平は1937年に戦地で『糞尿譚』により芥川賞受賞の報を受けて注目され、翌1938年に軍報道部員として徐州会戦に従軍することを命じられ、この戦場体験を記した「麦と兵隊」は、国民に喝采をもって受け入れられ100万部ともいわれるベストセラーとなり、火野は続いて「土と兵隊」「花と兵隊」などを発表。1943-44年に新聞連載された『陸軍』は「火野の最高傑作」（安田武）と呼ばれ、1945年8月20日発行を予定されていたが、敗戦とともに裁断され、終戦とともに戦犯作家として休筆を余儀なくされている。
1939年のノモンハン事件では、野砲中隊長として戦闘に参加していた草葉栄『ノロ高地』(1941)がベストセラーになった他、樋口紅葉『ノモンハン実戦記』、田中英次『闘魂』、松村黄次郎『撃墜』、入江徳郎『ホロンバイルの荒鷲』、高島正雄『バルシャガル草原』が刊行されたが、陸軍による日本軍の勝利の喧伝を助けるような内容のものだった。
この頃科学小説を書いていた海野十三は、「空襲葬送曲」（1932)、「東京要塞」(1938)などの架空戦争小説で、科学知識を活かして戦争の悲惨さを描いた。少年時代に満州で育った北川冬彦『戦争』(1929)では、「義眼の中にダイヤモンドを入れて貰ったとて、なんになろう。」といったアヴァンギャルド詩、新現実主義のスタイルの表現を創造した。
国策文学

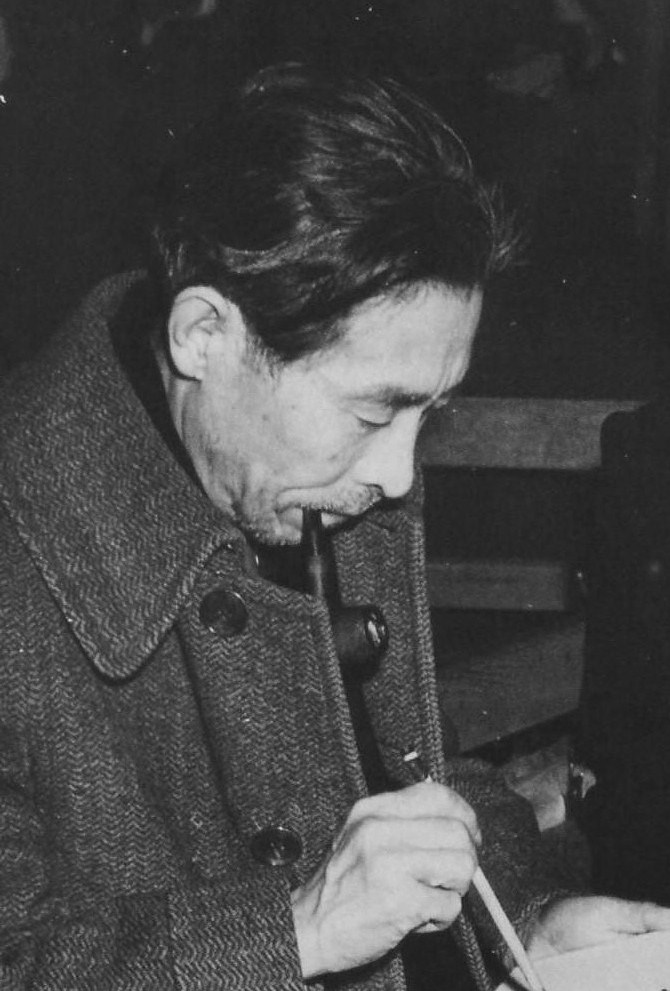
大政翼賛会文化部長を務めた岸田國士

1938年8月に内閣情報部は漢口攻略戦への作家の従軍を要請し、「ペン部隊」として陸軍班14人、海軍班8人が、音楽家による「円盤（レコード）部隊」や、画家によるグループとともに従軍。次いで11月には南支従軍ペン部隊として10数名が従軍、林芙美子『戦線』、丹羽文雄『海戦』、岩田豊雄（獅子文六）『海軍』など、文学者の視点による作品が書かれ、岸田國士の従軍報告では中国における日本の文化工作批判を行った。一方で新聞社から派遣された小林秀雄も、国策のための文学者動員を批判した。この年には農民文学振興を目的として「農民文学懇話会」が結成され、続いて大陸開拓文芸懇話会、海洋文学協会、経国文芸の会、国防文芸連盟、輝く部隊、日本文学者会などが設立される。1940年に大政翼賛会が設立されると、日本文芸中央会という翼賛会文芸部との連絡協議会が作られ、1942年に各団体を併合した日本文学報国会が作られる。
こうした流れの中での国策文学として、立野信之「後方の土」、徳永直「先遣隊」、湯浅克衛「先駆移民」などの大陸文学、間宮茂輔「あらがね」、中本たか子「南部鉄瓶工」、橋本英吉「坑道」などの生産文学などが書かれた。1941年12月8日の対米開戦には、多くの文学者が日記にて感慨を記しており、「ああこれでいい、これで大丈夫だ、もう決まったのだ、と安堵の念が湧くのをも覚えた」（伊藤整）、「世界は一新せされた。時代はたつた今大きく区切られた」（高村光太郎）などとあり、多くの詩人、歌人、俳人が感動をうたった。太宰治の小説『十二月八日』は主婦の日記という体裁で戦争への期待を語らせている。
1941年には数十人の作家、画家、漫画家、記者などが軍報道班員として徴用され、マレー、ビルマ、ジャワ・ボルネオ、フィリピンなど各方面に派遣されて従軍記などを著した。日本文学報国会は、大東亜共同宣言の五大原則についての作品執筆依頼や、佐佐木信綱らによる「愛国百人一首」の選定、大東亜文学者大会の開催などを行った。また『新青年』などの娯楽雑誌でも国際スパイ小説や軍国調の作品が書かれ、一方で岡田誠三『ニューギニア山岳戦』(1944)では兵士達の悲惨な最期が描かれた。小川未明は発禁処分を受けた「野薔薇」(1928)などの反戦童話・小説を執筆したが、戦時下には戦争協力の童話「僕も戦争に行くんだ」(1937)や、傷痍軍人保護政策キャンペーンによる『銃後童話読本』(1940)掲載の「村へ帰った傷兵」などを書いた。佐多稲子は「香に匂ふ」「故郷の家」(1942)などの、銃後で戦争を支えるという形での女性の社会参画を描いたが、戦後新日本文学会では戦争責任を問われることになる。当時の戦争文学諸作品を総じて、伊藤整は「叙述形式の素朴化は、決して小説の貧困ではなく、精神の厳しさと事実の重さとによって生じた不可欠の帰趨であり、日本民族の思考と生活にとっての絶対的なものを選みけっていし、そこから新しく歩みだすための準備」と評している。
詩の分野では日米開戦後はほとんどの詩誌が廃刊して日本文学報国会詩部会に統合され、多くの詩人が戦争誌を書いた。高村光太郎「大いなる日に」、室生犀星「美以久佐」などの他、文学報国会からは150人あまりによる戦争誌アンソロジー「辻詩集」が刊行された。その中で金子光晴のみは疎開先の山中湖畔で反戦詩を書き続け、戦後に『落下傘』『蛾』として発表された。
1937年には「川柳人」の反戦的作品が特高に検挙され、1940年には自由主義的な「京大俳句」の平畑静塔ら十数名が検挙される新興俳句弾圧事件が起きるなどの弾圧が行われ、1942年に日本文学報国会俳句部会に俳句界は統一された。短歌では大日本歌人協会による「支那事変歌集・戦地篇」が1938年、「銃後篇」が1941年に刊行されるが、歌人協会は自由主義的傾向を攻撃されて解散、文学報国会に吸収され、戦時短歌が満ち溢れた。

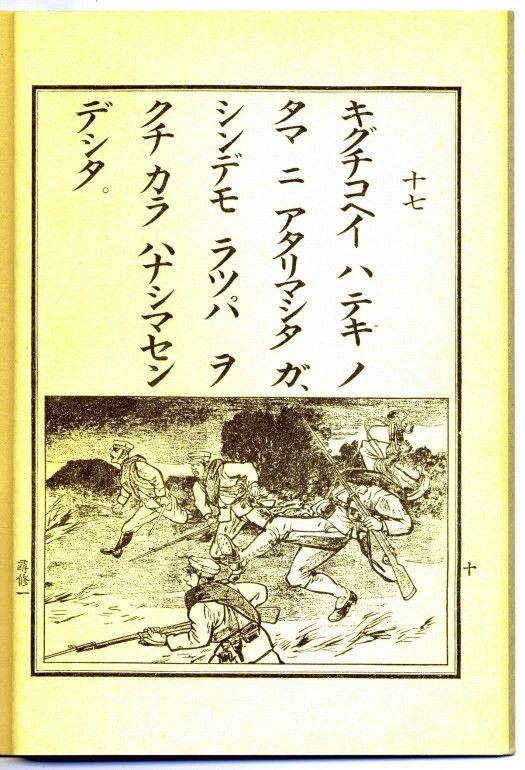
教科書になった木口ラッパ兵

また明治以来、日清戦争における木口ラッパ兵や「水平の母」、日露戦争における軍神広瀬少佐、第一次上海事変における爆弾三勇士など多くの軍国美談が、報道や美談集のような書籍、物語などで広く知られ、学校教科書や教材でも取り上げられた。火野葦平や、脚本家でやはり帰還兵である中野実も『軍国美談集』『善行美談集』の執筆に加わった。
台湾・朝鮮・中国・満州
日本占領下の台湾でも文芸銃後運動の影響が及び、1943年に日本文学報国会台湾支部が設立、台湾文芸家協会は台湾文学奉公会に移行し、台湾皇民文学樹立を目指す運動がなされる。その過程上にある、周金波「志願兵」や高進六「道」などが書かれ、また反面で占領や兵士として動員される苦悩を描く呉濁流『胡太明』がひそかに書かれて戦後になって出版された。同じく朝鮮では、1939年に内鮮一体のスローガンを掲げた朝鮮文人協会が創られ、のち朝鮮文人報国会に発展。張赫宙『岩本志願兵』(1944)では内地に住む朝鮮人の少年が志願兵となるまでの姿を描いている。
抗日戦線下の中国では、茅盾によって第一次上海事変下の農民や商人を描く短編小説「春蚕」「林商店」(1932)、国民党の特務工作員を描く『腐蝕』(1941)などが書かれ、続いて茅盾は占領された香港を脱出して桂林、次いで重慶に移り、香港陥落を扱った「陥落後」（劫後拾遺、1943）、抗戦のために工場を上海から杭州に移転する工場主を描く戯曲「清明前後」(1945)などを書いた。毛沢東の「文芸講話」の影響を受けた趙樹理には、閻錫山と蔣介石の内戦から抗日戦争が終わるまでの農村を描いた『李家荘の変遷』(1945)などがある。延安で革命運動に身を投じて宣伝教育工作に従事していた女流作家丁玲は、抗日戦に立ち上がろうとする農民の姿を描いた「霞村にいた時」などを書いた。
満州国では、北村謙次郎による建国当時の争乱を語る『春聯』(1942)など日系作家による「開拓文学」や、古丁ら中国系作家による「面従腹背」作品が書かれていたが、1941年に弘報処の公布した「芸文指導要綱」に基づく芸文統制が進められ、種々あった文学団体も満州芸文聯盟に統合されていった。

## 第二次世界大戦後
第二次世界大戦では、さらに大規模の殺戮に加え、無差別爆撃や強制収容所などによる民間人への多大な被害が出たことにより、軍人の視点での戦争に加えて、民間人の戦争被害や、ファシズムへの抵抗を描いたものも多く書かれた。

### 戦中から戦後

#### ドイツ

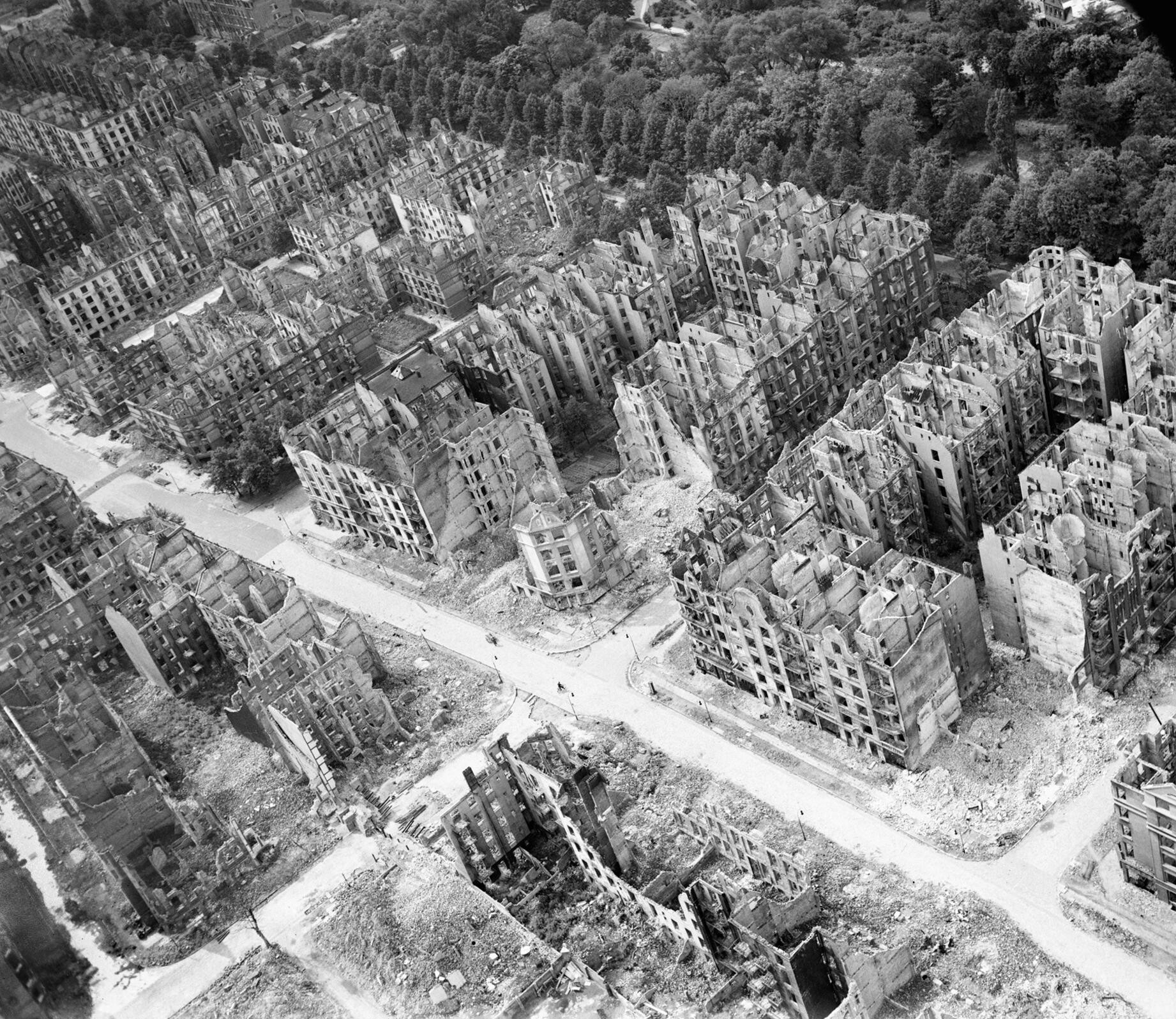
空襲後のハンブルク

第一次大戦で衛生兵として徴兵された経験のあるベルトルト・ブレヒトは、その経験による詩「死んだ兵士の言い伝え」、ナチス政権から逃れての亡命後に反ナチ的戯曲『第三帝国の恐怖と悲惨』(1937)、三十年戦争の中でしたたかに商売に励む女性を描く戯曲『肝っ玉お母とその子供たち』(1939)、そしてポーランド侵攻に際して被災した子供達を描いた「子供の十字軍」(1941)などを書いた。

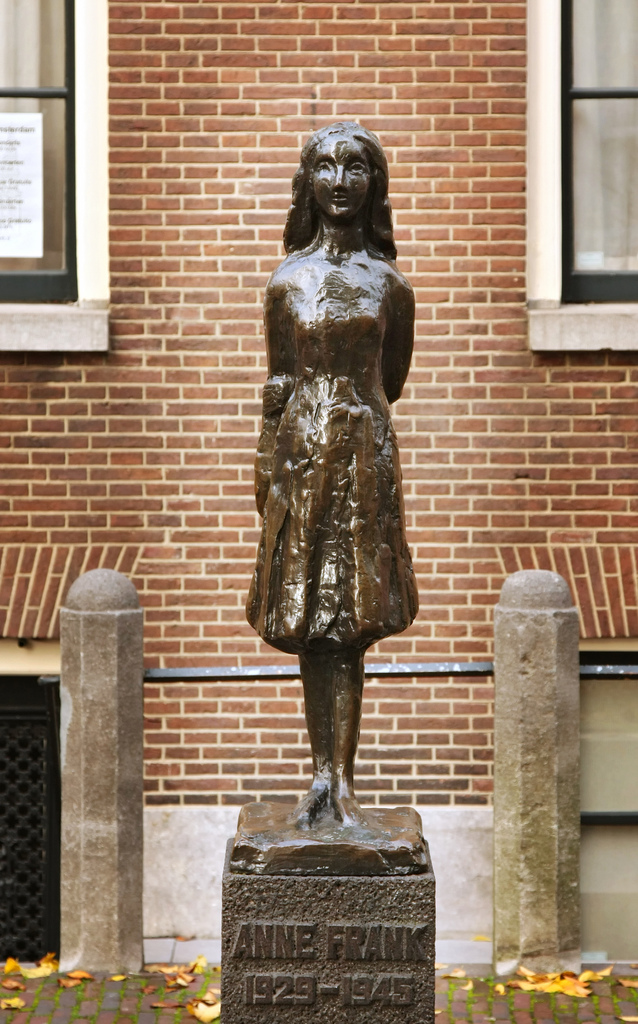
アムステルダムにあるアンネ・フランク像

大戦で焦土となったドイツでは、1945年をドイツ文学のゼロ地点と呼び習わし、ハンブルク空襲の体験にもとづくハンス・エーリヒ・ノサック「死神とのインタビュー」(1948)などや、従軍経験に基づき兵士の視点で描いたハインリヒ・ベル『汽車は遅れなかった』(1949)『アダムよ、おまえはどこにいた』(1951)などが書かれ、これらの独裁政権下、戦場、銃後、帰還の体験、廃墟での生活などの真実の姿を求める作品は廃墟の文学と呼ばれた。テオドール・アドルノの『ミニマ・モラリア』(1950)の中の「アウシュヴィッツの後で詩を書くことは野蛮である」という言葉は広く知られるようになる。またナチス・ドイツを成立させた社会を対象とするギュンター・グラス『ブリキの太鼓』(1959)なども書かれるようになる。また戦時下のユダヤ人少女アンネ・フランク『アンネの日記』は世界で広く読まれ、ナチスによる強制収容所の体験を描いた作品ではヴィクトール・フランクル『夜と霧』(1956)が知られる。児童文学で知られるエーリッヒ・ケストナーもナチス政権下では著作を焚書され作品発表を禁止されていたが、反戦詩「君や知る、大砲の花咲く国」「集団墓地からの声」などが戦時中にフランスのレジスタンスの出版社で出るなどでも知られており、戦後は軍縮会議を諷刺した子供向けの絵本『動物会議』(1949)や、ファシズムを諷刺する戯曲『独裁者の学校』(1956)などを残した。アメリカに亡命していたレマルクは、反ファシズム作品を書き続けていたが、戦後も戦争末期のドイツを描いた『生命の火花』(1952)、『愛する時と死する時』(1954)を発表。

#### フランス・イタリア

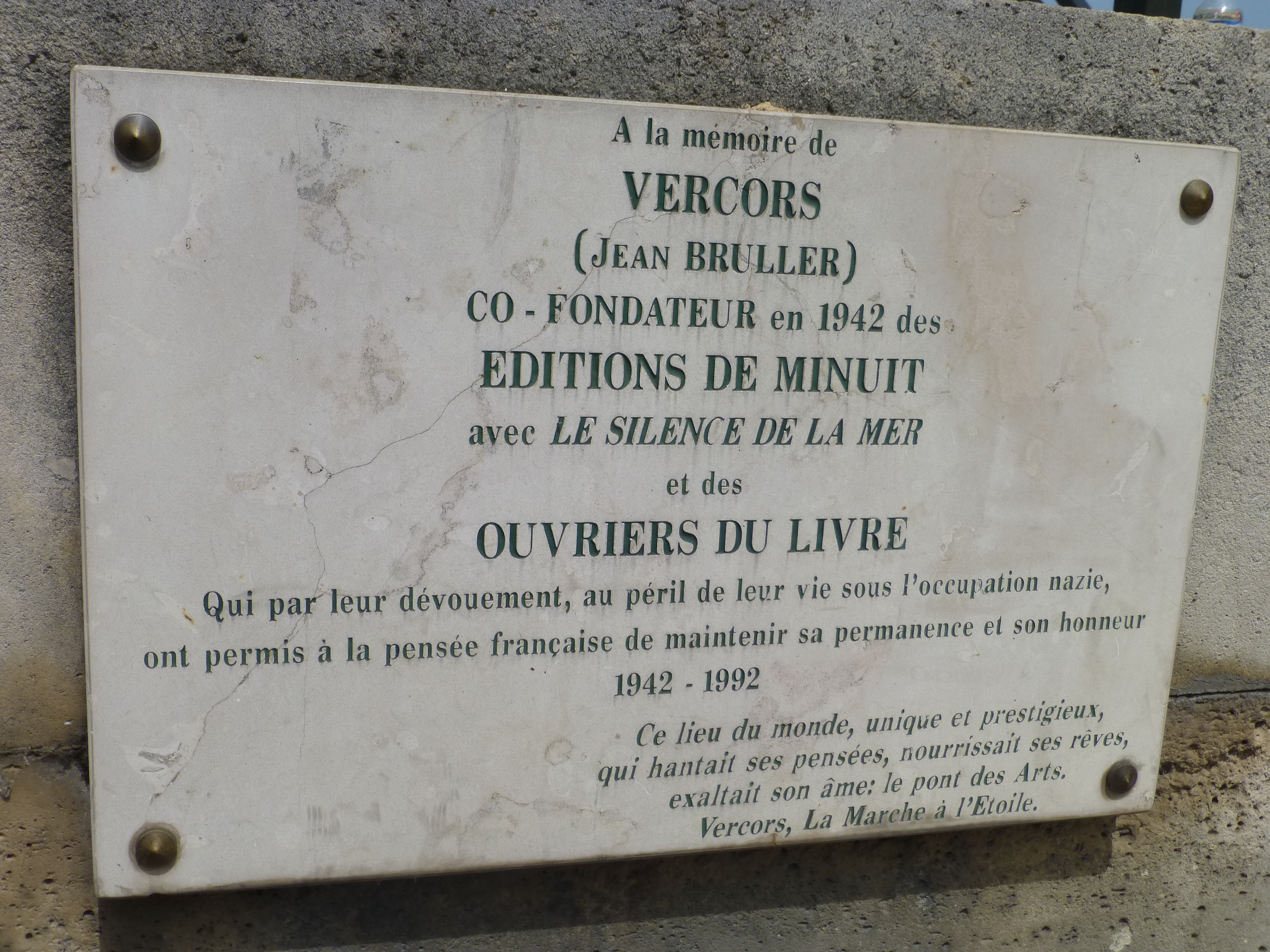
パリのヴェルコール記念銘板

フランスではドイツ占領下にあって、秘密出版「深夜版」による匿名作家ヴェルコールのナチスとペタン政権に対する抵抗文学『海の沈黙』(1942)、『星への歩み』(1943)などが熱烈な読者を獲得し、世界的に知られるようになった。フランソワ・モーリヤック『黒い手帖』(1943)も「深夜版」で刊行されている。ルイ・アラゴンは『エルザの瞳』(1942)ではフランス軍の敗北「ダンケルクの悲劇」の叙事的背景の中に愛の叙情詩を溶け込ませ、『フランスの起床ラッパ』(1945)で戦争の悲惨さを訴えた。ポール・エリュアールは『詩と真実』(1942)で自由を讃えて政府とゲシュタポに追われるようになりながら、逃亡の中でナチスからの解放を謳った。彼らやガブリエル・オーディシオ、パトリス・ドゥ・トゥール・デュ・パン、ギルヴィック、エディット・トーマ、ピエール・セゲールなどが抵抗詩人と呼ばれ、弾圧を受けながら、国民作家評議会を組織して活動した。エルザ・トリオレはローラン・ダニエルのペンネームで占領下の悲劇「イヴェット」などの短編小説で知られる。
サン=テグジュペリは飛行士として1940年にドイツ軍偵察を務めた経験と省察を描いた『戦う操縦士』(1942)を、パリと亡命先のニューヨークで同時に出版し、アメリカではベストセラーとなった。戦争に向かって行くフランスを描く『自由への道』を書いたジャン＝ポール・サルトルは、捕虜としてのドイツ収容所体験に基づく戯曲「蠅」を書くとともに、モーリス・メルロー＝ポンティらとともに抵抗組織を結成する。これらの抵抗文学について加藤周一は、抵抗の体験が「社会的責任は個人に超越的に（略）至るところに存在した」ことを明らかにし、「詩において、小説において、また劇において、近代的個人主義的人間観の否定にまでみちびかれる新たな人間の観念」を文学にもたらしたとしている。
国外に亡命していた、ジョルジュ・ベルナノスやアンドレ・モーロワもフランス解放の訴え続けた。ジャン＝リシャール・ブロックは1942年にドイツ軍がツーロン港に侵入した事件を「ツーロン港」と題して劇化し、アルジェを始め北アフリカ各地で上演された。一方シャルル・モーラスやピエール・ドリュ＝ラ＝ロシェルなどは対独協力派と言われた。
戦後は、戦時中の抵抗運動を描くボーヴォワール『他人の血』(1945)など、サルトルの唱えるアンガージュマンの文学の影響で、多くの作家が戦争、抵抗運動、強制収容所などを題材とした作品を書いた。ジュール・ロマンの大河小説『善意の人々』は、第一次世界大戦前の1908年から1946年までの世界が描かれ、1932年から1946年にかけて亡命先のアメリカでも出版が続けられた。ヴィシー政権の対ナチス協力については、パトリック・モディアノ『1941年。パリの尋ね人』 (1997)で家族とドランシー収容所との関わりについてのドキュメントタリー小説を書き、ボリス・シリュルニクの自伝『憎むのでもなく、許すのでもなく』で自身が迫害を受けた記憶を語っている。ハンナ・アーレント『イエルサレムのアイヒマン』(1963)では、ゲシュタポの将校アドルフ・アイヒマンの裁判に基づく思索を発表し、ナチス占領下ベルギーに滞在していた武林文子も当時の見聞に基づく『ゲシュタポ』(1950)を発表している。一方で、『死者の時』(1953)などピエール・ガスカールは、5年間の過酷な俘虜収容所体験にもとづいて生の不安を描いた。太平洋戦線でクワイ河捕虜収容所での体験を描いたピエール・ブール『戦場にかける橋』(1952)は映画化されて大ヒットした。
イタリアではパルチザンの少年を描いたイタロ・カルヴィーノ『蜘蛛の巣の小道』(1947)がネオレアリズモの作品として高く評価された。チェーザレ・パヴェーゼは『月と篝火』(1950)で貧しい農村でのファシストとパルチザンの闘争が残した傷痕を描いている。

#### 日本

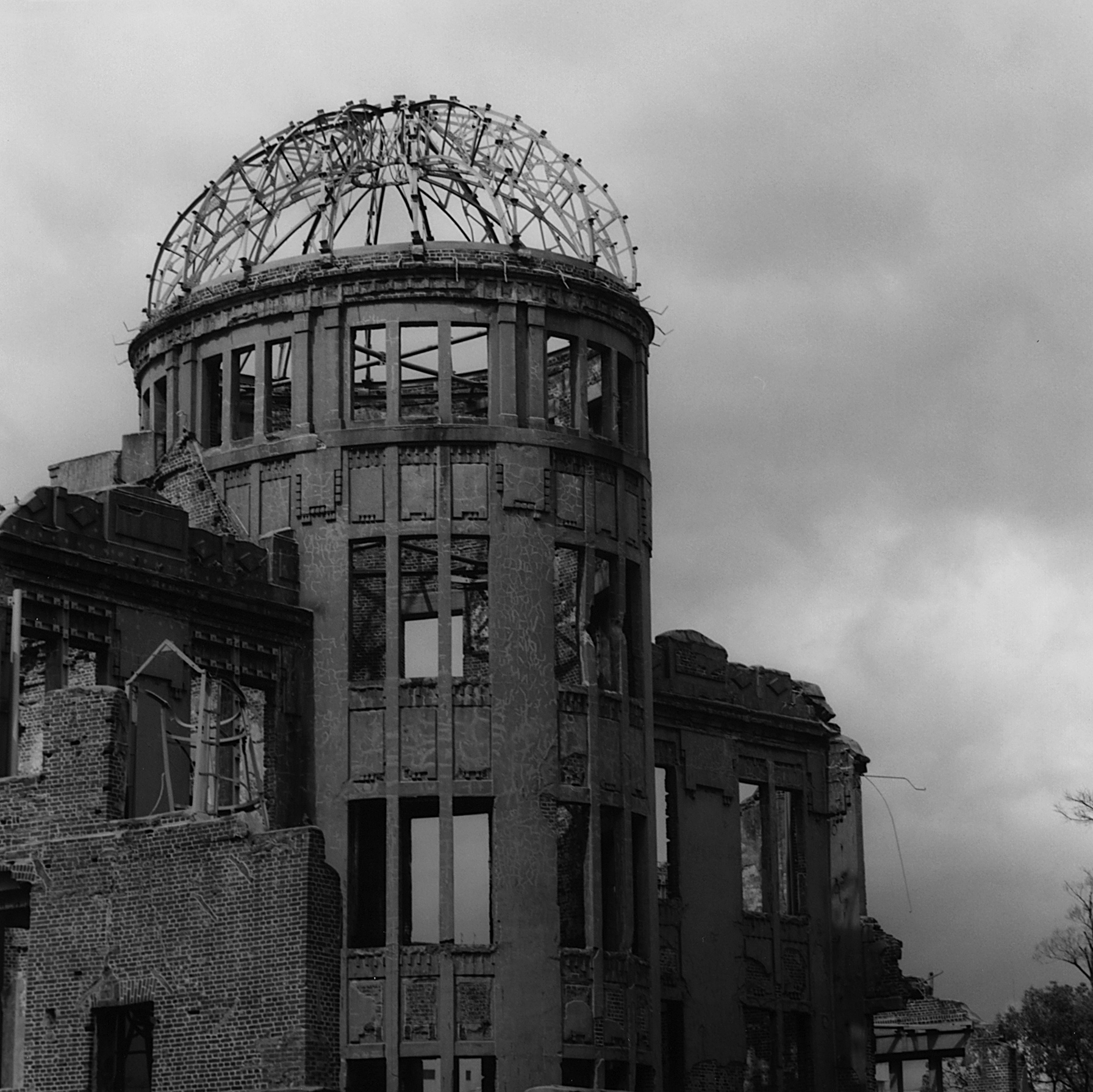
広島の原爆ドーム

日本では、大岡昇平の『俘虜記』(1948)は捕虜収容所を、『レイテ戦記』(1971)では戦場の軍と兵士を描き、坂口安吾は空襲下の異様な状況を描いて戦時下の日本を象徴する『白痴』(1946)などを発表して一躍時代の寵児となり、ビルマ戦線の兵士を主人公とする竹山道雄の『ビルマの竪琴』(1947)、戦争被害者としての女教師を描く壺井栄の『二十四の瞳』(1952)などの戦後文学が、戦後のヒューマニズムの所産として評価された。
武田泰淳は中国戦線に従軍していた心情を告白する『審判』(1947)を発表。江崎誠致の『ルソンの谷間』(1957)、ペン部隊として従軍した体験を元にした今日出海の『山中放浪』(1949)、特攻隊兵士としての体験として島尾敏雄の『出発は遂に訪れず』などが発表された。堀田善衛は、国共内戦期の中国を舞台にした『歴史』(1953)、南京事件をテーマとした『時間』(1955)などを執筆。女性の視点による菅野静子『サイパン島の最期』(1959)も書かれた。
また出陣する学徒兵の遺書を集めた『きけ わだつみのこえ』(1949)なども発表された。戦死した宇垣纏中将の従軍日記である『戦藻録』(1952)のように歴史的価値が高いものも遺族らによって出版された。海軍も独自に歴史を残すために富岡定俊元海軍中将が日本出版協同の社長の福林正之を通じて、淵田美津雄・奥宮正武の『ミッドウェー』(1951)、『機動部隊』(1951)、猪口力平・中島正の『神風特別攻撃隊』(1951)、坂井三郎の『空戦記録』(1953)、堀越二郎・奥宮正武の『零戦』(1953)を発表した。他に敗戦後中国、満州に残された人々や、ソ連によるシベリア抑留などを描いた作品も多く、藤原てい『流れる星は生きている』(1949)、石原吉郎『望郷と海』(1972)、三木卓『砲撃のあとで』(1973)などがあり、吉田知子『満州は知らない』(1984)では中国残留孤児についての物語、藤原ていの夫で、家族と別れてソ連軍によって抑留された新田次郎も体験に基づいた『望郷』(1965)などを残している。海軍特別幹部練習生として終戦を迎えた城山三郎は、硫黄島の戦いで戦死した西竹一中佐を描く「硫黄島に死す」(1963)などの戦争小説を書いており、戦後日本についての『読売新聞』の連載記事「逆コース」というタイトルの発案者で記事執筆者でもあった菊村到は、硫黄島の生き残りである男の戦後の葛藤を描いた「硫黄島」(1957年)などを書いた。
広島、長崎への原爆投下の悲劇を題材にした作品として、原民喜「夏の花」(1947)、井伏鱒二『黒い雨』(1966)、自ら被爆し、被爆から三日間の広島の人々を記録した大田洋子『屍の街』(1948)、長崎での被爆体験を描いた林京子『祭りの場』(1975)などがあり、原爆文学とも呼ばれる。広島の記憶は、マルグリット・デュラス『ヒロシマ・モナムール（二十四時間の情事）』(1960)でも取り上げられている。終戦直後はGHQの検閲があり、『原爆体験記』を出版する時に原爆文学や原爆記録に対するアメリカ占領軍による検閲、発禁が歴然とあった。また沖縄戦の最中になんとか生き延びようとした人々を大城立裕『日の果てから』(1993)では描かれ、沖縄戦で戦艦大和に乗艦していた吉田満「戦艦大和ノ最期」に敗戦直後に書かれたが、GHQ検閲により全文削除され、独立後の1952年に全文の出版がされた。
『真空地帯』(1952)を書いた野間宏など第一次戦後派の文学者たちは傍観者の立場から戦争を書いた。少年期に終戦を迎えた野坂昭如は焼け跡派と称して、『戦争童話集』(1975年)などを書き、林芙美子の『浮雲』(1951)はベトナムから引き上げて来た女性の戦後の生活を描いている。戦争加害者としての日本人という立場での作品も次第に書かれるようになり、米軍捕虜に対する生体解剖実験を題材にした遠藤周作『海と毒薬』(1967)や、731部隊を書いたノンフィクションとして300万部のベストセラーとなった森村誠一『悪魔の飽食』(1981)は大きな衝撃を与えた。森村誠一は原発をテーマにした小説『死の器』の中で731部隊について触れたところ、部隊の生存者の一人から協力の申し出があって調査を行い『悪魔の飽食』書いたもので、この731部隊をはじめさまざまな戦場を描いた『戦場の聖歌』(2015)なども書いている。田村泰次郎『蝗』(1964)では中国戦線における朝鮮人慰安婦たちの姿が描かれた。また木下順二は極東国際軍事裁判を題材とした戯曲『神と人とのあいだ』(1970)を製作した。坂田記念ジャーナリズム賞受賞の毎日新聞連載ルポ「平和をたずねて」を単行本化した広岩近広『戦争を背負わされて 10代だった9人の証言』(2015)も注目された。

#### ソ連

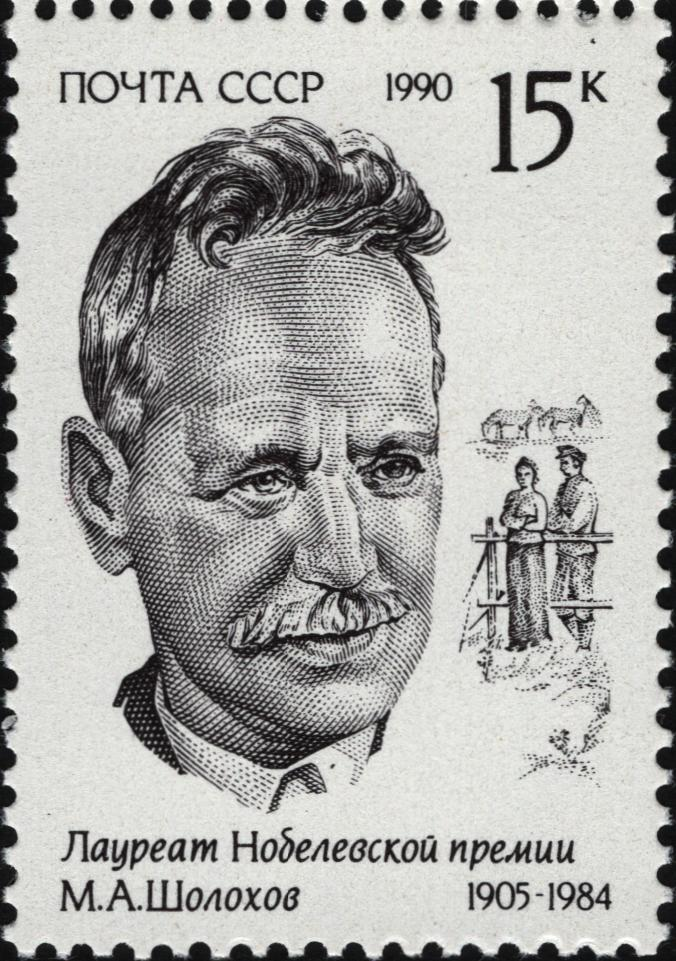
ショーロホフと「静かなドン」を記念したソ連の切手

大祖国戦争が始まると、ソ連作家達はいちはやく愛国的な作品を生み出し、前戦の出来事を描いた叙情詩、歌入りポスター、小説、評論などが発表され、ナチスの残虐さを訴えるミハイル・ショーロホフ『憎しみの科学』などこれらはA.N.トルストイにより「人民の魂の雄叫び」と呼ばれた。戦時中には多くの作家が従軍記者としてルポを執筆し、初期には記録文学として、『赤い星』紙通信員を務めたヴァシーリイ・グロスマン『スターリングラード見聞記』、シーモノフ『黒海よりバレンツ海まで』、戦意高揚のための評論としてA.N.トルストイ「祖国」、エレンブルク「戦争」などが書かれた。1942年になると戦争の様相を広く描いた長篇小説ワンダ・ワシレフスカヤ『虹』が『イズベスチヤ』紙で初めて連載されて読者の熱狂的な支持を受け、単行本は初版40万部が即日売り切れたと伝えられ、マルク・ドンスコイ監督で映画化された。グロスマンは、「人民は死なず」(1942)や、戦後には広島への原爆投下を題材にした「八月六日」などを書き、まやゴルバートフ『屈服しない人々』、ベーク『ウォロコラムスコエ街道』、シーモノフ『昼も夜も』などが書かれた。スターリングラード攻防戦を経験したヴィクトル・ネクラーソフは「スターリングラードの塹壕にて」(1946)などの戦争ものを書いた。夫の出征中の妻を描いたアンドレイ・プラトーノフ「帰還」(1947)はソ連軍人を中傷する作品として批判され、プラトーノフの名は「雪解け」まで文学史から抹殺されることになる。
ショーロホフは戦争中は戦線を視察した記録文学『祖国のために』を『プラウダ』に連載し、戦後には戦争に打ちひしがれたドンの人々と人間愛を描いた「人間の運命」(1956)を書く。戦中の女性たちの証言を集めたドキュメンタリー『戦争は女の顔をしていない』(1984)などを、検閲を経て出版したベラルーシのスヴェトラーナ・アレクシエーヴィッチもノーベル文学賞を受賞している。

#### 東欧
ナチス占領下のポーランドを描いた作品ではイェジ・アンジェイェフスキ『灰とダイヤモンド』(1946)がある。チェコスロバキアのパルチザンに参加し、解放までを描く『死の名はエンゲルヒェン』(1959)を書いたラディスラフ・ムニャチコは、戦後チェコスロバキアの代表的な作家とみなされるようになった。

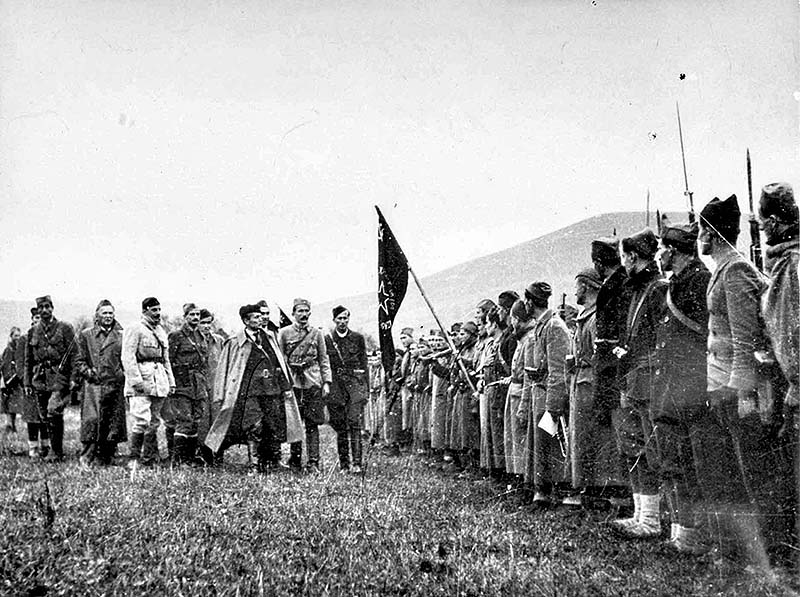
ユーゴスラビアのパルチザンを閲兵するチトー(1942年11月)

ナチスによって対ソ連戦争に参戦させられたルーマニアでは、ガラ・ガラクチオンらの詩人、ジャーナリストによる反ファシズム活動が行われ、20世紀ルーマニアを舞台にした大河小説「裸足のダリエ」などを書いたハリア・スタンクの「死とたわむれて」(1961)では第一次大戦下にドイツ占領軍から逃亡する主人公を描き、「根はにがい」(1958)は第二次大戦直後の混乱したルーマニア社会を描いている。またミハイル・サドヴャヌ「ミトレヤ・ココール」は戦後の農村改革に取り組む元ソ連軍捕虜の姿を描き、ルーマニアの農民文学の系譜を形作っている。
ドイツ・イタリアの占領下にあって激しいパルチザン闘争を繰り広げたユーゴスラビアでは、1950年代に社会主義リアリズムが終焉し、パルチザンの実態を描くドブリツァ・チョシッチ『はるかなる太陽』を現代ユーゴ文学の創始として、ミオドラグ・ブラトーヴィッチ『ろばに乗った英雄』(1964)ではドン・キホーテ的な抵抗運動家を描いて独自の物語を想像した。ナチスとそれに続くソ連軍支配下のハンガリーを舞台にしたアゴタ・クリストフ『悪童日記』は亡命先のフランスで1986年に発表された。
強制収用所を扱った作品に、ポーランドのアンジェイェフスキ「聖週間」、ポスムイシ「パサジェルカ」、グロホヴィヤク「牙関緊急」、ハンガリーのケシ・イムレ「エリジウムの子供たち」があり、チェコスロバキアではナチスによるユダヤ人狩りを題材にしたヴァイル「星のある生活」、アルノシュト・ルスティク「闇に影はない」「少女カテジナのための祈り」が書かれた。

#### アメリカ・イギリス・その他

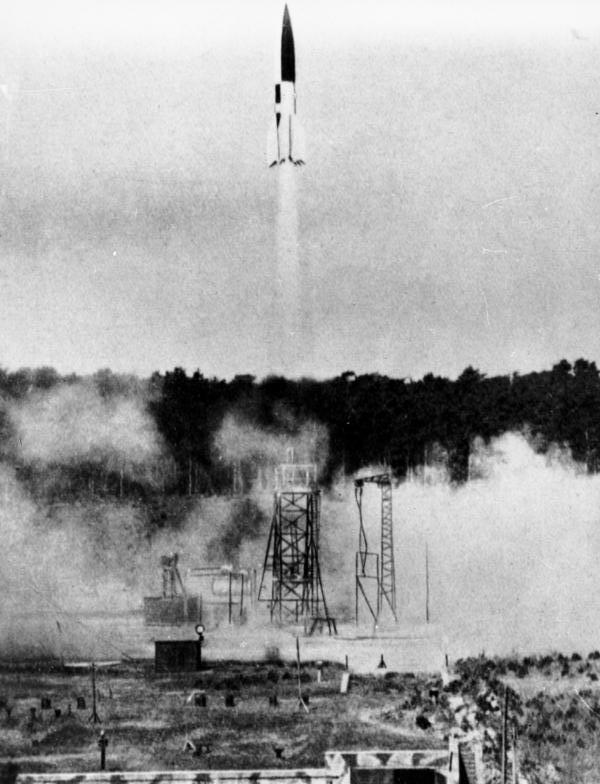
ロンドンを空襲したV2ロケット

アメリカでは太平洋戦線での経験に基づくノーマン・メイラー『裸者と死者』(1948)、ヨーロッパ戦線を舞台にしたアーウィン・ショー『若き獅子たち』(1948)が書かれた。ガダルカナルの戦いを経験したジェームス・ジョーンズの『地上より永遠に』(1951)、『シン・レッド・ライン』(1962)や、ドイツ軍捕虜としてドレスデン大空襲を体験したカート・ヴォネガット『スローターハウス5』(1969)も、戦争の悲惨さを訴えた。保守主義者であったイーヴリン・ウォーは自ら志願して従軍した体験を元に、『誉れの剣』3部作(1952-61)を執筆。エリザベス・ボウエン『日ざかり』(1949)は、空襲下のロンドンでスパイの疑いをかけられた男をめぐる物語で、またボウエンは大戦中に書かれた短編作品についても「戦場の描写はなくても、私は空襲を知っている」「戦争という時代の現象のスケッチであり、その現象がもたらした未知の培養物のスケッチである」とし、また「戦時下に書かれたものはある意味で、すべてレジスタンス文学ではないのか?」「イギリスにおける個人の生活はレジスタンスそのものであり、恐るべき殲滅行為 - つまり、戦争に抵抗してきたのだ」とも述べている。イギリス軍人としてジャワで日本軍捕虜となった経験に基づく、ローレンス・ヴァン・デル・ポスト『影の獄にて』(1954-63)は、文化人類学やユング的過程による日本人理解について大きな議論を巻き起こす。ジョン・オカダの『ノー・ノー・ボーイ』(1957)では、日系人強制収容所に送られた日系二世の経験を語っており、ジョセフ・ヘラー『キャッチ=22』(1961)はアメリカ空軍爆撃隊を舞台に戦争の不条理と狂気を描き出している。
為政者の手によるものとしては、ウィンストン・チャーチル『第二次世界大戦回想録』がノーベル文学賞を受賞する。大戦中の軍事作戦を題材にした軍事小説には、アリステア・マクリーン『ナヴァロンの要塞』(1957)、ジャック・ヒギンズ『鷲は舞い降りた』(1976)など数多くがある。

### 核の恐怖
イーディス・シットウェルは「原子時代の三篇の詩」(1949)で広島原爆投下の衝撃を詠い、チャールズ・パーシー・スノーは『新しい人間たち』(1954)で原子爆弾開発に関わるった科学者たちの道徳的問題を物語化し、パール・バックも原爆開発の経緯を『神の火を制御せよ』(1959)に小説化した。トルコのナジム・ヒクメットは原爆投下と核時代を批判する「死んだ小さな女の子」「雲に人間を殺させないで」「そして この夜明けに」を書く。ミシェル・バタイユ『クリスマス・ツリー』(1967)は軍の事故によって被爆してしまった少年を通じて核の恐怖を訴えた。

## 冷戦期以降

### ベトナム戦争
ベトナムでは日本占領下の1941年に、インドシナ共産党（ベトナム独立同盟）による救国文学会が設立され、それまでフランス植民地下の社会を描いていたトー・ホアイ、ナム・カオなど多くの作家が参加した。1943年にチュオン・チン「現代ベトナムにおける新文化運動の若干の大原則」において、解放戦線における文学の方向性が示される。フランスとの独立戦争（第一次インドシナ戦争）が始まると作家たちは抗仏のための文芸活動を行う。ジャーナリストであったアイン・ドックは解放戦線に参加し、文芸誌や新聞の編集を手がけていた経験を元にした「土地」(1964)を書いている。1954年の終戦後は、自由を求める作家たちへの共産党政権による制約が強化されるようになる。第二次インドシナ戦争が始まると、北側では文学にも戦争への奉仕が求められ、抗米の戦士を題材にしたグエン・ゴック『立上がる祖国』(1956)などが書かれた。1960年の第3回ベトナム労働党大会では文化部門活動の中で社会主義リアリズムと民族再統一の方向性が示され、グエン・ズック・トアン『不屈』、グエン・ディン・ティ『決壊』などの作品が書かれた。1986年のドイモイ路線以後は人間自身を主題にした作品が書かれるようになり、戦後の生活に苦悩する元将軍が中越戦争へ赴くグエン・フィ・ティエップ「退役将軍」(1988)などが登場、ベトナム戦争の兵士を描いたバオ・ニン『戦争の悲しみ』(1991)は国内及び海外のさまざまな文学賞を受賞した。

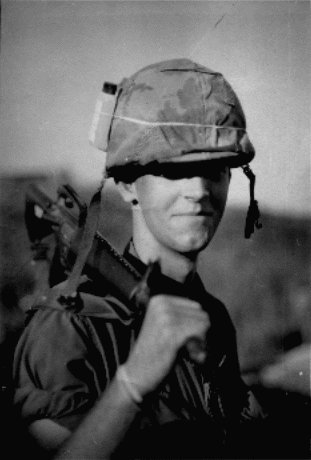
従軍時代のグスタス・ハスフォード

ベトナム戦争にアメリカ軍歩兵として従軍したティム・オブライエンは、その記憶を実直に描いた『僕が戦場で死んだら』(1973)や『カチアートを追跡して』(1978)などを書き、海兵隊の報道員として従軍したグスタフ・ハスフォードは『フルメタル・ジャケット』(1979)でリアルな戦場と兵士達を描写した。特派員としてベトナムに常駐取材していた日野啓三は「向こう側」(1966)などの短編やルポルタージュを発表、開高健も従軍体験を元にした『ベトナム戦記』(1965)や、長編小説『輝ける闇』(1968)などを書き、後には中東戦争も取材する。ベトナム帰還兵の苦悩を題材にしたデイヴィット・マレル『一人だけの軍隊』(1972)は映画ランボーシリーズとして大ヒットし、続編では主人公が再度ベトナムやアフガニスタンの戦場へと向かう。1989年には、ベトナムからアメリカに移住したレ・リ・ヘイスリップが戦争体験に基づく『天と地』を書き、オリバー・ストーンによるベトナム戦争三部作として映画化された。

### 冷戦と代理戦争
パレスチナ人作家ガッサーン・カナファーニーは、1948年のイスラエル侵入を描いた「遥かなる部屋のフクロウ」、クウェートへの密出国をはかる男たちを描く『太陽の下の男達』(1963)などパレスチナ戦争を題材にした作品を書いている。
朝鮮戦争中には、占領下のソウルを描いた廉想渉『驟雨』(1952-53)、占領下の平壌を描いた韓雪野『大同江』(1952-54)などが書かれた。その後戦後の混乱を描いた作品や、軍隊の生活を描いた兵営小説が書かれ、1974年から朝鮮戦争を扱った大河小説、洪盛原『されど』が5年間の長期連載で発表。続いて金源一『火の祭典』(1983)、趙廷来『太白山脈』(1983-89)などの大河小説が発表された。朝鮮戦争に参戦した米軍の移動野戦病院を舞台にした風刺小説として、リチャード・フッカー『マッシュ』(1968)がある。ジェイン・アン・フィリップス『ラークとターマイト』(Lark and Termite, 2009)ではアメリカ軍による民間人虐殺・老斤里事件を、戦死したアメリカ軍兵士の子供たちの視点で描いている。

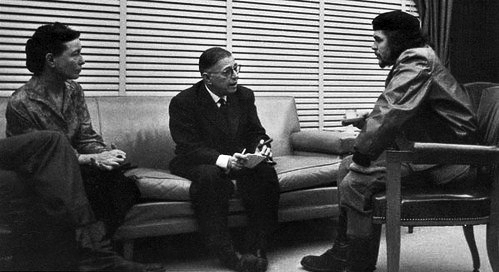
チェ・ゲバラと会談するサルトル（左はボーヴォワール）

アルジェリア戦争でフランスでは、アルジェリア民族解放戦線への連帯を主張するサルトルらを中心として、多くの知識人による「121人宣言」が発せられ、またサルトルとアルベール・カミュによる激しい論争が行われた。アラン・シリトー『ウィリアム・ポスターズの死』(1965)、『燃える樹』(1967)では、イギリスの工場労働者が放浪の果てにアルジェリア民族解放戦線の兵士として参戦する経緯が描かれる。
キューバ革命で指導的役割を果たしたチェ・ゲバラは『革命戦争回顧録』(1963)、次いで身を投じたボリビア革命における『ゲバラ日記』(1968)などを残している。ナイジェリアのチヌア・アチェベは、ビアフラ戦争下の人々を描いた「アンクル・ベンの選択」「戦時下の娘たち」(1972)などを書いた。フレデリック・フォーサイスはビアフラ戦争のルポ『ビアフラ物語』(1969)、アフリカの小国のクーデターに暗躍する傭兵を描く『戦争の犬たち』(1974)などを書く。クリシャン・チャンダル「ペシャワール急行」は第三次印パ戦争での悲惨さを描いている。
中南米諸国の内戦へのアメリカ軍の介入を題材にしたルーシャス・シェパードの「サルバドル」(1984)を始めとする作品群は、SF、マジックリアリズム、スリップストリームといった視点でも高く評価される。ドン・ウィンズロウ『犬の力』(2006)でも、中南米からのアメリカへの麻薬密輸の取締りの背景にある、各国の内戦へのアメリカ政府の介入を取り上げている。湾岸戦争におけるアメリカ陸軍によるイラク兵士生き埋め事件の記憶が、現代を浸食するチャイナ・ミエヴィル「基礎」(2004)が書かれている。
冷戦期における第三次世界大戦の恐怖や、それに連なる軍事衝突を描く作品として、ソ連原潜の亡命劇を描くトム・クランシー『レッド・オクトーバーを追え』(1984)などの軍事スリラー・軍事サスペンス小説が無数に書かれている。

### テロの世紀へ

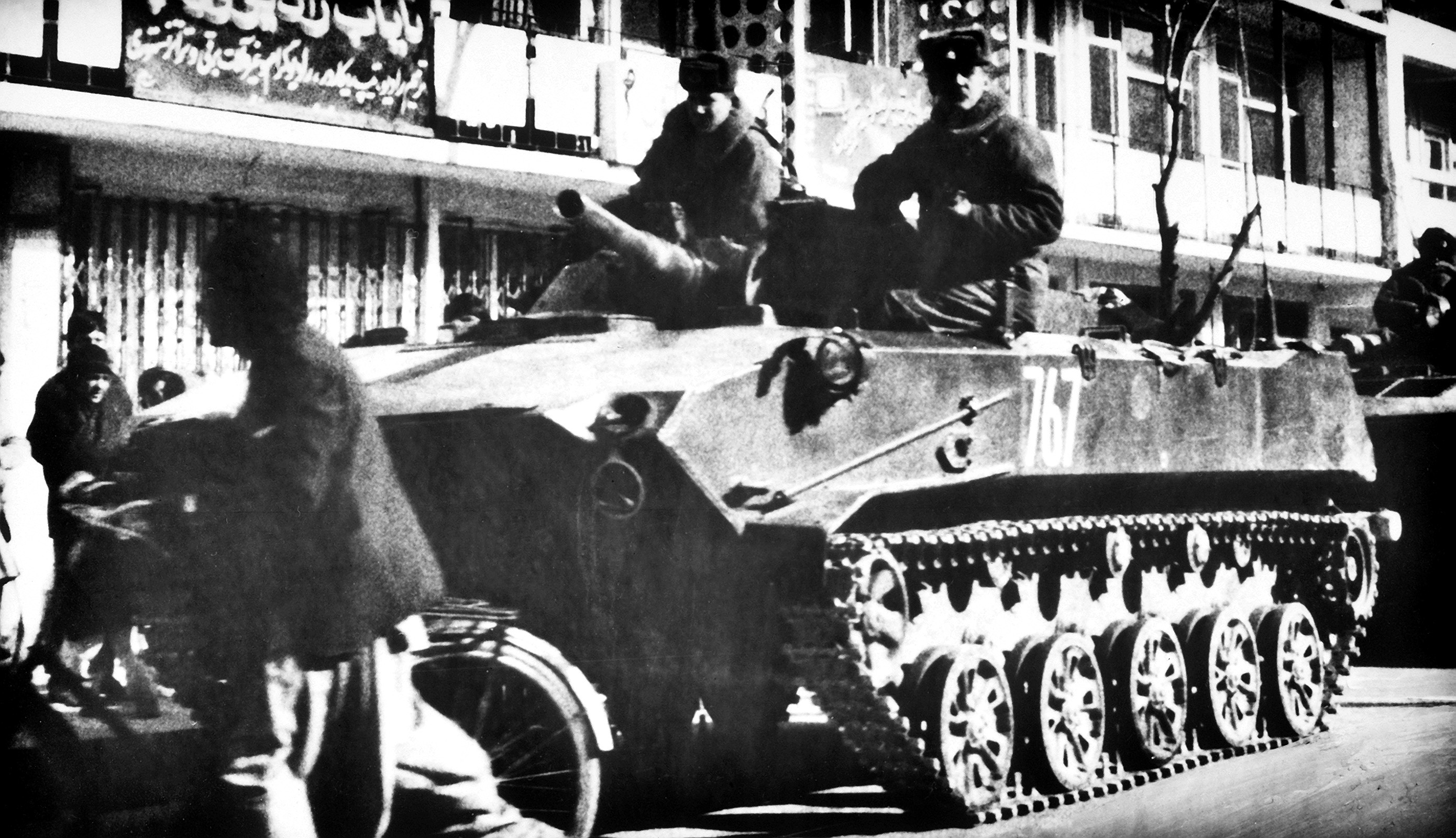
カブールに侵攻したソ連軍(1986年)

アフガニスタンにおける1970年代からのクーデター、ソ連軍のアフガニスタン侵攻、引き続く内戦から2001年のアメリカによる空爆にいたる時代を舞台にしたカーレド・ホッセイニ『カイト・ランナー』(2003)は、世界的なベストセラーとなった。ヤスミナ・カドラはタリバン支配下の人々の苦悩を描く『カブールの燕たち』(2002)など、戦争やテロの根元となるものを探求している。ソ連侵攻中にアフガニスタン救援活動に参加していたドリス・レッシングは、ペシャーワルの難民キャンプを訪問して難民やムジャヒディンへのインタビューなどのルポ『アフガンの風』(1987)を発表した。船戸与一『血と夢』(1982)では、DIAの工作員としてソ連侵攻後のアフガニスタンに潜入する日本人と現地のモジャヒディンを描いている。
2001年の9.11アメリカ同時多発テロ事件以降のアメリカでは、事件そのものを扱ったドン・デリーロ『墜ちてゆく男』(2007)などの作品が書かれ、ジョナサン・サフラン・フォア『ものすごくうるさくて、ありえないほど近い』(2005)では過去の戦争におけるドレスデン空襲や、広島への原爆投下などの悲劇が重ね合わされている。テロ事件に続くイラク戦争に派兵された兵士を描くケヴィン・パワーズ『イエロー・バード』(2012)やフィル・クレイ『一時帰還』(2014)は、ベトナム戦争における『本当の戦争の話をしよう』に比較される。リー・カーペンター『11日間』(Eleven Days, 2013)は、息子が中東に派遣されて行方不明になる母親の姿を追っている。パオロ・ジョルダーノ『兵士たちの肉体』(2012)は、アフガニスタン紛争に派兵されたイタリア人兵士達を描く。津島佑子『葦舟、飛んだ』(2011)は、太平洋戦争中の疎開の記憶を掘り起こしながら、アフガニスタン紛争や湾岸戦争、イラク戦争下の子どもたちに思いを馳せている。シリン・ネザマフィ「サラム」(2006)では、日本に難民申請するアフガニスタンの少女と、周囲の世界が描かれる。対テロ戦争におけるCIAによる拷問のテープをめぐるサスペンス小説、バリー・アイスラー『インサイド・アウト』(2010)など、スパイ小説でもさまざまな作品が書かれている。
ボスニア・ヘルツェゴビナ紛争においては、ボスニアの人々の運命を描く、サーシャ・スタニシチ『兵士はどうやってグラモフォンを修理するか』(2006)や、紛争を取材したスペインのアルトゥーロ・ペレス＝レベルテ『戦場の画家』(2006)、テア・オブレヒト『タイガーズ・ワイフ』(2011)がある。

## 注
1. ↑  西川長夫『戦争の世紀を超えて』平凡社 2002年
2. ↑  中川成美『戦争を読む 70冊の小説案内』岩波書店 2017年（「まえがき 文学は戦争とともに歩んだ」）
3. ↑  加藤周一『抵抗の文学』岩波書店 1951年（「新しい人間観と戦後の文学」）
4. ↑  『水車小屋攻撃 他七篇』岩波文庫 2015年（朝比奈弘治「訳者解説」）
5. 1 2  伊藤整「戦争の文学」（『伊藤整全集 15』新潮社 1974年）
6. ↑  高橋健二「ヘッセの生涯と作品」（『知と愛』新潮文庫 1975年版）
7. 1 2  高橋健二『ヘルマン・ヘッセ - 危機の詩人』新潮社 1974年
8. ↑  井上勇「訳者あとがき」（『オルヌカン城の謎』創元推理文庫 1973年）
9. ↑  中尾真理『ホームズと推理小説の時代』筑摩書房 2018年
10. ↑  秦豊吉「あとがき」（新潮社、1955年）
11. ↑  『とどめの一撃』序文（岩崎力訳、岩波文庫、1995年）
12. ↑  藤崎康『戦争の映画史』
13. ↑  阿部知二『文學入門』河出書房 1951年
14. ↑  『ダイヤモンド広場』岩波文庫 2019年（田澤耕「解説」）
15. ↑  半藤一利「解説」（『呉淞クリーク/野戦病院』中公文庫 2000年）
16. ↑  もりたなるお『芸術と戦争』産経新聞出版14-19ページ
17. 1 2  村上兵衛「聖戦と戦時下の文学」（『日本文学の歴史 12 現代の旗手たち』）
18. ↑  長山靖生「科学と戦争と海野十三」（『海野十三 戦争小説傑作集』中央公論社 2004年）
19. ↑  加藤周一「途絶えざる歌」（『加藤周一セレクション1 科学の方法と文学の擁護』平凡社 1999年）
20. ↑  加藤周一『抵抗の文学』
21. ↑  奥野健男『坂口安吾』文藝春秋社 1996年
22. ↑  川村湊、成田龍一他『戦争文学を読む』朝日新聞出版 11ページ
23. ↑  神立尚紀『祖父たちの零戦』講談社 314ページ
24. ↑  三好徹「解説 傑作の根底にあるもの」（『硫黄島』角川文庫 2005年）
25. ↑  川村湊、成田龍一他『戦争文学を読む』朝日新聞出版 173ページ
26. ↑  川村湊、成田龍一他『戦争文学を読む』朝日新聞出版 83ページ
27. ↑  森村誠一『遠い昨日、近い昔』角川文庫 2019年
28. ↑  「短篇集『恋人は悪魔、その他』序文」（太田良子訳『ボウエン幻想短篇集』国書刊行会 2012年）
29. ↑  由良君美「あとがき」（『影の獄にて』思索社 1978年）
30. ↑  池上日出夫「解説」（グエン・ゴック『不敗の村』新日本出版社 1975年）

### 叢書
- 『昭和戦争文学全集』（全16巻）集英社 1964-65年
- 『戦争の文学』（全8巻）東都書房 1960年
- 『日本の原爆文学』（全15巻）ほるぷ出版、1983年
- 『近代戦争文学事典』（全5巻）和泉書院、1993年
- 『「戦争と平和」子ども文学館』（全20巻）日本図書センター、1995年
- 『城山三郎 昭和の戦争文学』（全6巻）角川書店 2005-06年
- 『コレクション 戦争×文学」（全20巻）集英社 2011-2012年
- 講談社文芸文庫編『戦争小説短篇名作選』講談社 2015年